# Dune (película de 2021)
Dune (en pantalla en inglés Dune: Part One, Dune: parte uno, en Hispanoamérica Duna)  es una película épica de ciencia ficción de 2021 dirigida por Denis Villeneuve y escrita por Eric Roth, Jon Spaihts y el propio director. Es una coproducción internacional de Estados Unidos, Reino Unido, Canadá y Hungría y constituye la primera entrega de dos películas basada en una nueva versión revisada fiel a la novela homónima de 1965 de Frank Herbert.
Está protagonizada por Timothée Chalamet, Rebecca Ferguson, Oscar Isaac, Josh Brolin, Stellan Skarsgård, Dave Bautista, Stephen McKinley Henderson, Zendaya, Chang Chen, Sharon Duncan-Brewster, David Dastmalchian, Charlotte Rampling, Jason Momoa y Javier Bardem.
El rodaje dio inicio el 18 de marzo de 2019 en los estudios Origo Film de Budapest así como en Jordania. Su estreno en Estados Unidos fue anunciado inicialmente para el 20 de noviembre de 2020 en 3D e IMAX. Debido a la pandemia de coronavirus se pospuso para el 18 de diciembre del mismo año. Sin embargo, posteriormente se anunció su retraso hasta el 1 de octubre de 2021, así como su estreno simultáneo en salas y en la plataforma de streaming HBO Max. Finalmente se decidió retrasar la llegada de Dune tres semanas más, al 22 de octubre, siendo sin embargo su proyección internacional programada con más de un mes de antelación a la estadounidense, a partir del 15 de septiembre. La premier fue presentada el 3 de septiembre de 2021 en la 78.ª edición del Festival Internacional de Cine de Venecia.
La película recibió elogios de los críticos por la banda sonora de Hans Zimmer, la fotografía e innovación técnica, así como por su mayor fidelidad a la novela original que la película de 1984. Para febrero de 2022 había recaudado más de 400 millones de dólares en todo el mundo con un presupuesto de producción de 165 millones. Organizaciones como el National Board of Review y el American Film Institute nombraron a Dune como una de las 10 mejores películas de 2021. Entre sus numerosos premios y nominaciones, recibió 10 nominaciones en la 94.ª edición de los Premios Óscar, incluida la de mejor película, y ganó el mayor número de premios de la ceremonia con seis premios al mejor sonido, banda sonora original, montaje de película, diseño de producción, efectos visuales y fotografía.
Tras su distribución, Legendary Pictures confirmó la realización de Dune: Part Two, que fue dirigida de nuevo por Denis Villeneuve y protagonizada por Timothée Chalamet y Zendaya. El estreno de esta segunda parte se fue retrasando hasta tener lugar finalmente el 6 de febrero de 2024.

## Argumento
En el año 10191, el duque Leto de la Casa Atreides, gobernante del planeta oceánico Caladan, es asignado por el emperador Padishah Shaddam Corrino IV para reemplazar a la Casa Harkonnen como gobernante del feudo de Arrakis. Arrakis es un inhóspito planeta desértico y la única fuente de "especia", una valiosa sustancia que extiende la vitalidad humana y es fundamental para los viajes interestelares. En realidad, Shaddam tiene la intención de que la Casa Harkonnen organice un golpe para recuperar el planeta con la ayuda de las tropas Sardaukar del Emperador, erradicando la Casa Atreides, cuya influencia amenaza el control de Shaddam. Leto está preocupado, pero ve la posibilidad de aliarse con la población nativa de Arrakis, los fremen, como el primer paso para aumentar la posición de los Atreides en el Landsraad, el cuerpo político que representa a todas las casas nobles.
La concubina de Leto, Lady Jessica, es una acólita de las Bene Gesserit, una hermandad exclusiva que ejerce habilidades físicas y mentales avanzadas. Aunque Jessica recibió instrucciones de la Bene Gesserit de tener una hija mujer, desobedeció la orden con la esperanza de que su hijo se convertiría en el mesiánico Kwisatz Haderach, Paul. A lo largo de su vida, Paul es entrenado por los ayudantes de Leto, Duncan Idaho, Gurney Halleck y el Mentat Thufir Hawat, mientras que Jessica lo entrena en las disciplinas Bene Gesserit. Paul les confía a Jessica y Duncan que está preocupado por visiones del futuro. Debido a su presciencia en desarrollo, la Reverenda Madre Gaius Helen Mohiam llega a Caladan y somete a Paul a una prueba mortal, que superará, para evaluar su control de impulsos. Más tarde, Mohiam transmite al patriarca de la Casa, el barón Vladimir Harkonnen, la necesidad de que perdone la vida tanto de Paul como de Jessica durante su golpe, accediendo este de forma engañosa.
La Casa Atreides llega a Arrakeen, el bastión de Arrakis que antes estaba en manos de la Casa Harkonnen, donde Idaho y un grupo de avanzada han estado aprendiendo sobre su mundo y los fremen. Leto negocia con Stilgar, el cacique de los fremen, y se encuentra con la doctora Liet-Kynes, planetóloga y jueza imperial. Kynes informa a Leto, Paul y Halleck sobre los peligros de la recolección de especia, incluidos los gusanos de arena gigantes que viajan bajo el desierto. Durante un vuelo, ven un gusano de arena que se acerca a un recolector de especia que se ha averiado dejando a la tripulación varada. La tripulación es rescatada por orden de Leto momentos antes de que la nave recolectora sea tragada por el gusano. El duque demuestra así sus diferencias con los harkonen, privilegiando la vida de sus súbditos antes que el cargamento de especia. La exposición de Paul al aire cargado de especia le provoca intensas premoniciones.
Después de un atentado contra la vida de Paul por parte de un agente Harkonnen, Leto pone a sus soldados en alerta máxima pero el Doctor Suk Wellington Yueh desactiva los escudos protectores de Arrakeen y permite que las tropas Harkonnen y Sardaukar aplasten a las fuerzas Atreides. Yueh incapacita a Leto y le revela que hizo un trato para entregarlo al barón a cambio de su esposa prisionera. Yueh reemplaza uno de los dientes de Leto con una cápsula de gas venenoso para que, antes de morir, asesine al varón Harkonen vengando a ambos. Tras entregar al Duque al barón Harkonnen, Leto, libera el gas venenoso, matando a los miembros de la corte del barón y a sí mismo, pero el barón sobrevive. Idaho escapa robando un ornitóptero, pero Paul y Jessica son capturados. Una tripulación Harkonnen los lleva al desierto para que mueran allí, pero Paul y Jessica los dominan usando la "Voz". Al encontrar un equipo de supervivencia que Yueh les dejó, Paul y Jessica pasan la noche en una tienda de campaña. Paul experimenta visiones de una próxima "guerra santa" que se extiende por todo el universo bajo su nombre.
El barón entrega el mando de Arrakis a su brutal sobrino Rabban y le ordena vender reservas de especia y reiniciar la producción para recuperar el coste del golpe. Paul y Jessica son encontrados por Idaho y Kynes y se dirigen a una antigua estación de investigación, pero los Sardaukar los localizan rápidamente. Duncan y varios fremen se sacrifican para permitir que Jessica, Paul y Kynes escapen de las instalaciones. Kynes, emboscada por las tropas Sardaukar, atrae a un gusano de arena que los devora, sacrificándose. Paul y Jessica llegan al desierto profundo y se encuentran con los fremen, entre ellos Stilgar y Chani, la chica que aparece en las visiones de Paul. El guerrero fremen Jamis protesta por la admisión de Paul, lo que conduce a un duelo ritual a muerte en el que vence Paul. Contra los deseos de Jessica, Paul se une a los fremen con la intención de traer la paz a Arrakis.

## Elenco
- Timothée Chalamet como Paul Atreides.[27]
- Rebecca Ferguson como la Bene Gesserit Lady Jessica, madre  de Paul.[27]
- Oscar Isaac como el duque Leto Atreides, padre de Paul.[27]
- Josh Brolin como Gurney Halleck, maestro de armas de la Casa Atreides.[27]
- Stellan Skarsgård como el barón Vladimir Harkonnen, enemigo acérrimo de Leto.[28]
- Dave Bautista como Glossu Rabban, el bruto sobrino del barón Harkonnen.[28]
- Stephen McKinley Henderson como Thufir Hawat, un mentat fiel a la Casa Atreides.[27]
- Zendaya como Chani, una joven fremen e interés romántico de Paul.[29]
- Chang Chen como el Dr. Wellington Yueh, un doctor Suk al servicio de la familia Atreides.[27]
- Sharon Duncan-Brewster como la Dra. Liet-Kynes, principal ecologista y pacificadora de Arrakis.[29]
- David Dastmalchian como Piter De Vries, un retorcido mentat leal al Barón Vladimir Harkonnen.[28]
- Charlotte Rampling como Gaius Helen Mohiam, una Reverenda Madre Bene Gesserit y Decidora de Verdad del Emperador.[27]
- Jason Momoa como Duncan Idaho, maestro de la espada de la Casa Atreides.[27]
- Javier Bardem como Stilgar, líder de la tribu fremen en Sietch Tabr.[29]
- Babs Olusanmokun como Jamis, un fremen del sietch de Stilgar, Sietch Tabr.
- Benjamin Clementine como Heraldo del Cambio, jefe de una delegación imperial en Caladan.
- Golda Rosheuvel como Shadout Mapes, una fremen que trabaja como sirvienta para la Casa Atreides.
- Roger Yuan como el teniente Lanville, segundo al mando de Gurney Halleck.[30]

## Producción

### Desarrollo
Según informó Variety el 22 de diciembre de 2016, Legendary Pictures se encontraba en negociaciones con el director canadiense Denis Villeneuve, autor de otras dos películas del género, La llegada y Blade Runner 2049, para dirigir definitivamente una nueva versión cinematográfica de Dune, tras adquirir aquella sus derechos. El 1 de febrero de 2017, Brian Herbert confirmó vía Twitter que Villeneuve se haría cargo de la nueva adaptación cinematográfica del universo de Dune, cuya plasmación sería en un formato cinematográfico de saga como El Señor de los Anillos. También se informó que su guionista sería Eric Roth. El 9 de noviembre de ese año, Brian Herbert confirmaba nuevamente a través de la misma red social que ya tenían finalizado el primer borrador del guion. 

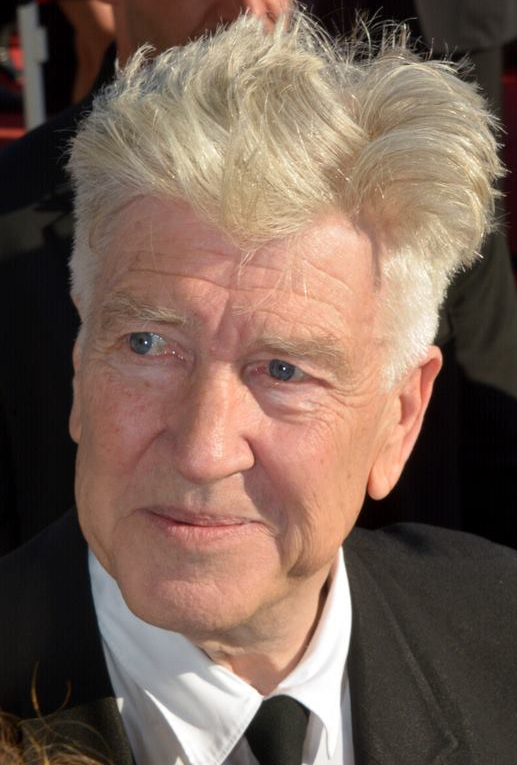
David Lynch, director de la versión de Dune de 1984.

 Cinco días después se hizo pública una entrevista en la que Villeneuve declaraba que la nueva versión no sería una adaptación de la película de 1984.

David Lynch hizo una adaptación en los años 80 que tiene algunas cualidades muy fuertes. Quiero decir, David Lynch es uno de los mejores cineastas vivos. Tengo un gran respeto por él. Cuando vi su adaptación, quedé impresionado. Pero no fue lo que había soñado. Así que estoy tratando de hacer la adaptación de mis sueños. No tendrá ningún vínculo con la película de David Lynch. Vuelvo al libro y voy a las imágenes que salieron cuando lo leí.

En enero de 2018, el director reveló a Fandom que Dune sería una película de "Star Wars para adultos", añadiendo que su pretensión seguía siendo adaptar la novela de Herbert, estando dispuesto a hacer una secuela en el futuro.

La mayoría de las ideas principales de Star Wars provienen de Dune, así que va a ser un desafío abordar esto. La ambición está en hacer la película de Star Wars que nunca he visto. En cierto modo, es Star Wars para adultos. Ya veremos.(...) Podría estar involucrado con una o dos películas, si esto sucede.

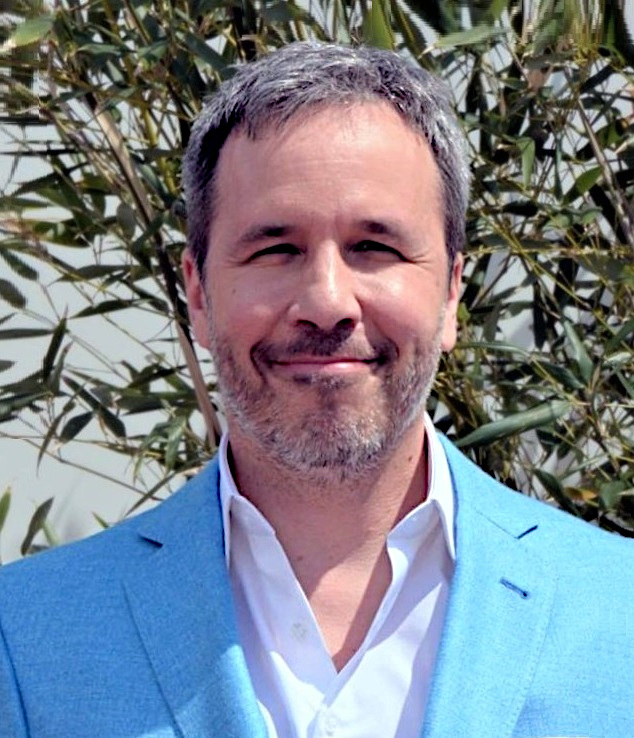
Denis Villeneuve en el Festival de cine de Cannes de 2018.

En marzo de 2018, a su paso por el Festival Rendez-Vous du Cinema Quebecois, Villeneuve declaró que "Dune tardaría probablemente un par de años en realizarse", añadiendo: "El objetivo es hacer al menos dos películas, o quizás más", aclarando además que la elipsis temporal de la historia facilitaría la acción de partir el relato en dos partes.
Dos meses después, al hablar con la prensa francesa, el cineasta confirmaba que su adaptación se dividiría definitivamente en dos partes, hubiéndole gustado poder dirigir ambas películas al mismo tiempo, pero que hubiera sido demasiado caro, por lo que finalmente las harían por separado. Villeneuve continuó declarando que tenía la intención de comenzar la preproducción pronto, añadiendo que Eric Roth había escrito el primer borrador y el propio Villeneuve trabajado en el texto.
John Nelson fue contratado como supervisor de efectos visuales para la película en julio de 2018. Otros miembros del equipo incluyen a Brad Riker como director supervisor de arte, Greig Fraser como director de fotografía, Patrice Vermette como diseñador de producción, Richard R. Hoover y Paul Lambert como supervisores de efectos visuales, Gerd Hefzer como supervisor de efectos especiales y Thomas Struthers como coordinador de dobles.
El 15 de febrero de 2019, Warner Bros. confirmó en la adaptación de la novela a Eric Roth, Jon Spaihts y Villeneuve, y en la producción a Mary Parent y Cale Boyter de Legendary junto al director canadiense. Los productores ejecutivos elegidos fueron Thomas Tull, Brian Herbert, Byron Merritt y Kim Herbert para el patrimonio de Frank Herbert, con Kevin J. Anderson como consultor creativo.

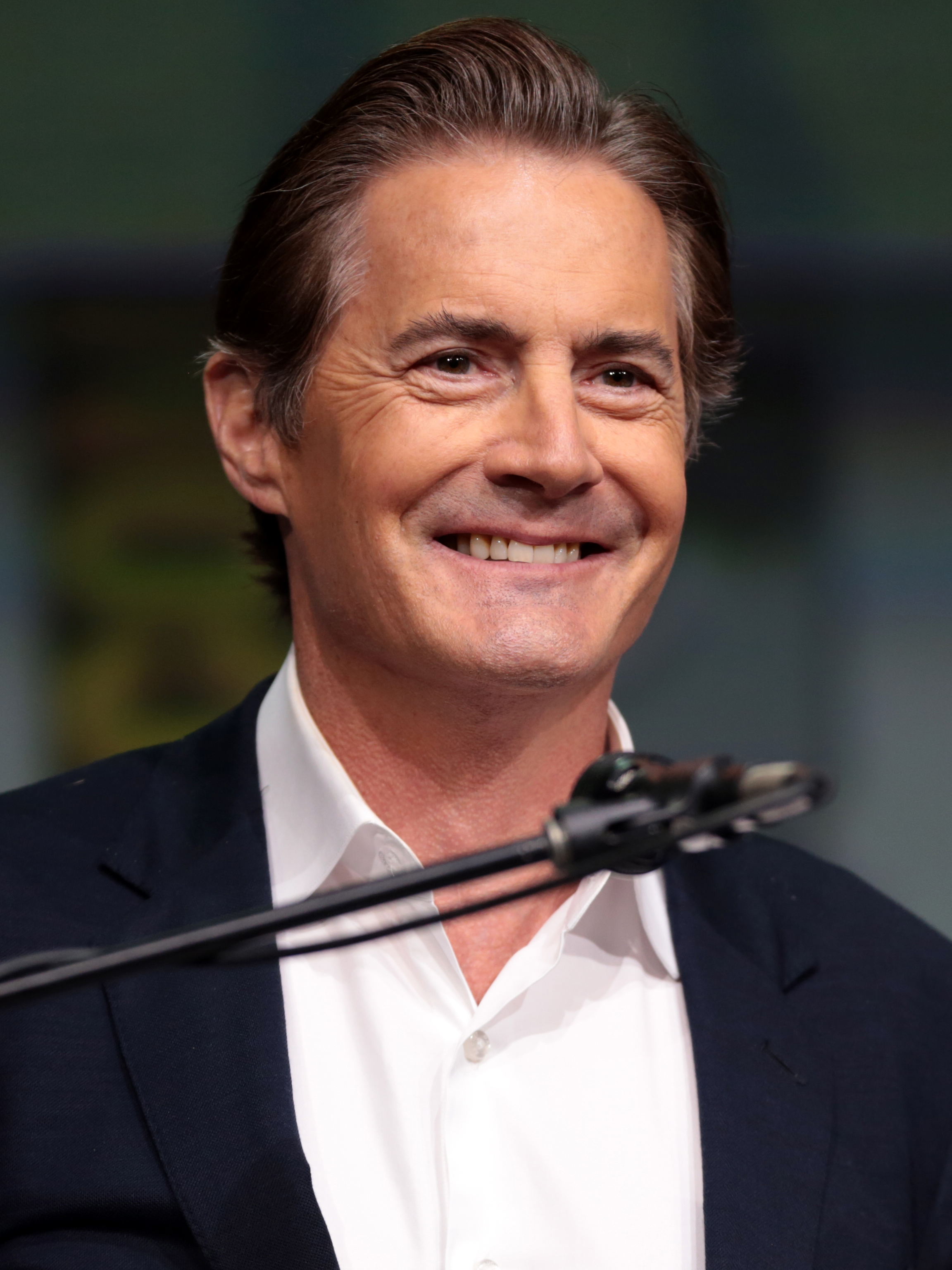
Kyle MacLachlan, protagonista de la cinta de Dune de 1984.

El 18 del mismo mes se dio a conocer la opinión de Kyle MacLachlan, que ya interpretara a Paul Atreides en la película de Lynch, sobre la nueva adaptación:

Estoy curioso por ver qué pasa. Denis Villeneuve está formando un reparto genial, con un montón de personas talentosas. Es un reto bastante grande tratar de llevar Dune a la pantalla, así que le deseo mucha suerte, ya que si alguien puede hacerlo ahora, es él. Seguro que hace un buen trabajo. Es un maravilloso director. El libro... soy bastante friki de él. Lo leí por primera vez cuando tenía 15. Lo conozco muy bien. Hay tres secciones, y eso podría marcar 3 películas diferentes, y aún dejar mucho atrás.

En abril de 2019 se confirmó que el creador de los idiomas de la serie Juego de tronos, David J. Peterson, se unía a Dune.
El 25 del mismo mes, el CEO de Legendary Entertainment, Joshua Grode, reveló que el plan para la adaptación de Dune era que fueran dos películas.

¿Será Dune dos películas? Ese es el plan. Hay una historia de fondo que se insinuó en algunos de los libros [que ampliamos]. Además, cuando lees el libro, hay un lugar lógico para detener la película antes de que el libro termine.

En noviembre de 2019, y tras el abandono del proyecto de la serie televisiva Dune: The Sisterhood por parte de Spaihts, se especuló sin confirmación oficial que entre las razones de la marcha de este último estaba su dedicación exclusiva al ya iniciado guion de la segunda película de la bilogía.

### Casting

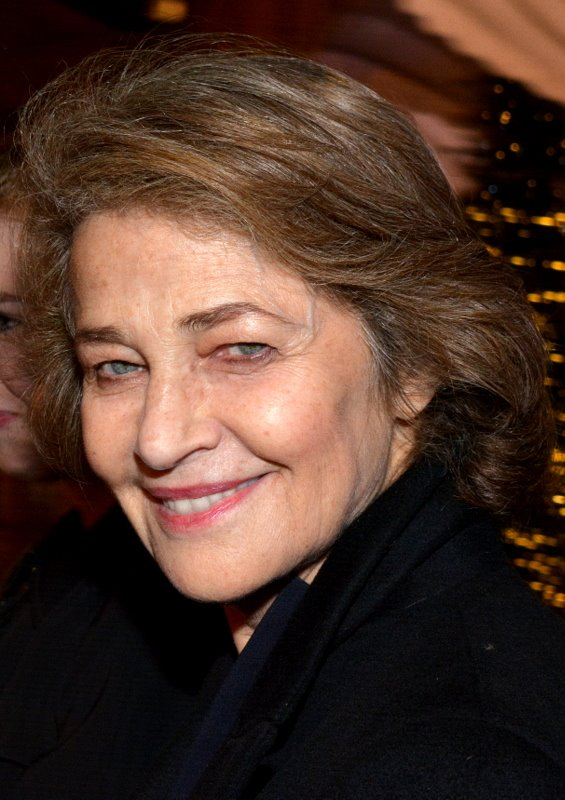
Charlotte Rampling como Reverenda Madre Gaius Helen Mohiam.

El 12 de julio de 2018 se informó que la producción de Dune se iniciaría en el mes de febrero de 2019, teniendo lugar en los estudios Orgio Film, en Budapest (Hungría), donde Villeneuve rodó su anterior película, Blade Runner 2049. Casi una semana después se confirmó que Timothée Chalamet se encontraba en negociaciones para protagonizar las dos partes de la bilogía del director canadiense. El 26 del mismo mes, y según un tuit de Brian Herbert, se confirmaba que el director preparaba dos filmes ambientados en el desértico planeta Arrakis.

Legendary Pictures acaba de enviarme el cuarto borrador del guion de Dune: es el de la primera película, que cubre aproximadamente la mitad de la novela.

El 6 de septiembre, y según The Hollywood Reporter, Rebecca Ferguson se encontraba en negociaciones para protagonizar Dune, interpretando a Lady Jessica, madre de Paul Atreides, papel que recaería en el citado actor Timothée Chalamet. Se hizo alusión también a que el proyecto comenzaría su producción a comienzos de 2019, siendo producido por Villeneuve, Mary Parent y Cale Boyter, y encargándose del guion el propio director canadiense junto a Eric Roth y Jon Spaihts.
Tres meses después se descartó la colaboración de Roger Deakins como director de fotografía, postulándose en su lugar a Greig Fraser.
El 7 de enero de 2019, Variety confirmó a Dave Bautista en el reparto de Dune, siendo la segunda vez que el actor colaboraría con Denis Villeneuve, después de Blade Runner 2049. The Hollywood Reporter añadió que el papel para el que había sido elegido Bautista era el de "Bestia" Rabban, o Glossu Rabban, el sobrino primogénito del barón Vladimir Harkonnen. Dos días después la misma revista añadía que Stellan Skarsgård interpretaría al barón. El rodaje daría inicio en la primavera de 2019 en Budapest y Jordania y volvería a contar con Joe Walker en el montaje.
Al cabo de una semana Charlotte Rampling se unió al reparto para dar vida a la Reverenda Madre Gaius Helen Mohiam.
El 30 de enero de ese año, Variety nuevamente dio a conocer que el actor guatemalteco Oscar Isaac negociaba interpretar al duque Leto Atreides, padre de Paul Atreides, y pocas horas después Collider confirmaba a Zendaya como Chani, la joven guerrera Fremen e interés romántico del personaje principal.
El 1 de febrero de 2019, The Hollywood Reporter añadió que el actor español Javier Bardem interpretaría a Stilgar, el líder de la tribu nómada de los Fremen, habitantes originarios del planeta Arrakis, y quienes finalmente colaboran con Paul Atreides para confrontar al imperio reinante.
Según informó Deadline el 14 del mismo mes, Josh Brolin se incorporó al reparto para interpretar a Gurney Halleck, el personaje al que dio vida Patrick Stewart en la versión de David Lynch de 1984, un experto militar de las novelas Dune e Hijos de Dune de Herbert, experto en el uso del basilet, conocido por tener una gran cicatriz en su mandíbula, fruto de un latigazo de una de las criaturas. Brolin ya trabajó también anteriormente con el director canadiense en Sicario.
Al día siguiente se reportó que Jason Momoa estaba en negociaciones para interpretar a Duncan Idaho, el maestro de espadas y muy leal a la familia Atreides, personaje desempeñado por Richard Jordan en la película de Lynch.
Cuatro días después, Deadline comunicó que el actor David Dastmalchian había llegado a un acuerdo con el estudio para interpretar a Piter De Vries, uno de los más fieles sirvientes del Barón Vladimir Harkonnen, un mentat o humano entrenado para ejecutar funciones mentales al nivel de una computadora. Retorcido y malvado, sirve a su amo con gran entusiasmo. En la versión de Lynch su papel fue encarnado por Brad Dourif.
El 17 de marzo de 2019, The Hollywood Reporter informó que el actor taiwanés Chang Chen estaba en negociaciones para unirse a la adaptación de Legendary interpretando al Dr. Wellington Yueh, quien en la novela es un médico que trabaja para la familia Atreides.
En julio de 2019, TheMix.net informó que la película "cambiaría de género" al personaje de Liet-Kynes al elegir a la actriz Sharon Duncan-Brewster en el papel. El casting de Duncan-Brewster se confirmó en abril de 2020.

### Música

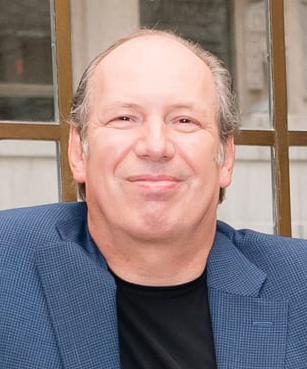
Hans Zimmer, encargado de la banda sonora del filme.

Hans Zimmer fue elegido como responsable de la banda sonora de la película. Zimmer afirmó que inició la composición de Dune cerca del comienzo de la producción de la película en marzo de 2019. El compositor había trabajado ya con Villeneuve en Blade Runner 2049. Previamente a su elección, el director británico Christopher Nolan se había dirigido a Zimmer para componer la que sería su próxima película, Tenet, pero este último optó por Dune ya que declaró que le encantaba el libro.
La música de fondo incluida en el primer tráiler oficial fue el clásico tema de Pink Floyd de 1973 Eclipse, con arreglos de Zimmer.
A finales de julio de 2021, WaterTower Music anunció el lanzamiento de tres álbumes independientes en formato digital con música de la película:
1. El primer álbum fue fijado para el 3 de septiembre de 2021 bajo el título The Dune Sketchbook (Music from the Soundtrack), estando integrado por exploraciones musicales extensas e inmersivas del score de la película, apreciándose con configuración estándar o con tecnología Dolby Atmos.[75]
2. El segundo álbum fue agendado para el 17 de septiembre, compuesto específicamente por las pistas de música oficiales de la película, siendo su denominación Dune (Original Motion Picture Soundtrack) y escuchándose igualmente en configuración estándar o Dolby Atmos.[76]
3. El tercer álbum fue establecido para el 22 de octubre, fecha de estreno de la película en cines de Estados Unidos, así como en el catálogo regional de HBO Max. Titulado The Art and Soul of Dune, funge como complemento musical del homónimo libro de la productora ejecutiva Tanya Lapointe, donde se expone el proceso creativo detrás del filme.

### Rodaje

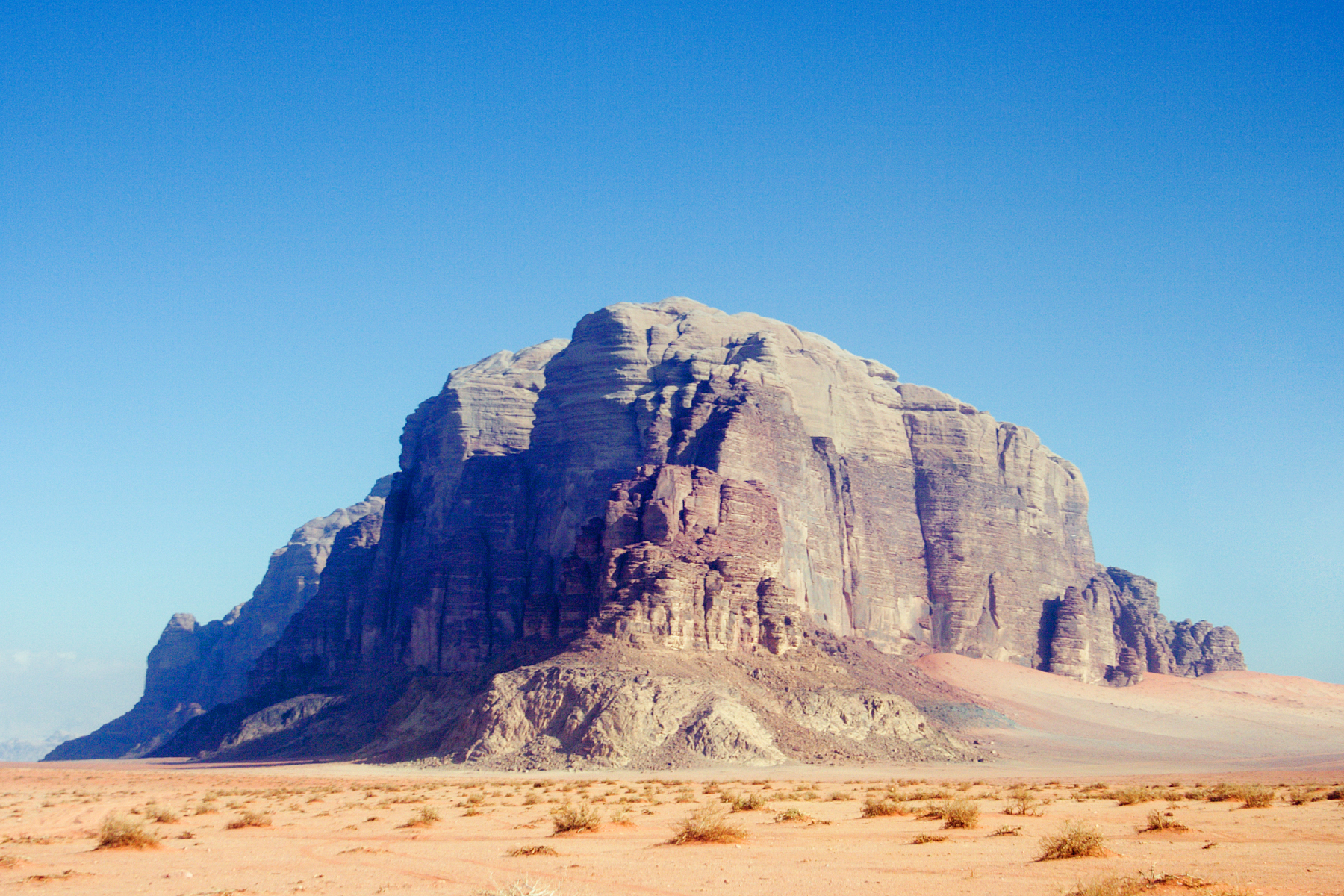
Wadi Rum, Jordania, ubicación en exteriores del set de rodaje.

La producción dio inicio el 18 de marzo de 2019 en los estudios Origo Film de Budapest, así como en Jordania.
En abril de 2019, los actores Timothée Chalamet y Josh Brolin compartieron sendos videos en sus redes sociales del lugar de rodaje en Wadi Rum, también conocido como el Valle de la Luna, ubicado en el sur de Jordania.
El 20 de julio de 2019 finalizó el rodaje de la primera película de la bilogía.
Según un reporte de Deadline del 18 de junio de 2020, el equipo de rodaje se preparó para realizar filmaciones adicionales durante agosto en Europa: «El equipo planea regresar a Budapest, Hungría, donde se filmó la película en 2019 en los Origo Film Studios». La misma revista confirmó que la refilmación «no causará un retraso y Dune se estrenará a tiempo en la fecha que sigue agendada para Estados Unidos, el 18 de diciembre». Finalmente, la fecha de estreno fue cambiada para el 2021 por otras razones ajenas al rodaje.

### Efectos especiales
Uno de los apartados más destacados de la película de Villeneuve es el visual, cosa que logra mediante el uso de unos efectos especiales que le valieron para ganar el Oscar en dicha categoría. La creación de los efectos animados de Dune se encargó a la compañía británica de animación y efectos visuales DNEG, liderada por Tristant Myles y Brian Connor, que ha participado en el apartado visual de varias películas del Universo cinematográfico de Marvel como Avengers: Infinity War o Avengers: End Game. Además, contaron con la ayuda de otras empresas del sector como Wylie Co, Rodeo FX o Moving Picture Company. Todas estas empresas colaboraron bajo el control de Paul Lambert, supervisor de efectos visuales, que había trabajado anteriormente con Denis Villeneuve en Blade Runner 2049, logrando el Oscar a mejores efectos especiales.
Uno de los elementos más destacados del rodaje de Dune fue la utilización de pantallas Croma de color café, en lugar de las habituales pantallas de color verde o azul, debido a que gran parte de la película fue rodada en los desiertos de Jordania y Emiratos Árabes Unidos, por lo que se optó por esta tonalidad para que así los elementos agregados de manera digital se pudieran incorporar en las escenas de la manera más realista. Entre estos elementos encontramos desde edificios y explosiones hasta criaturas gigantescas como los gusanos de arena.

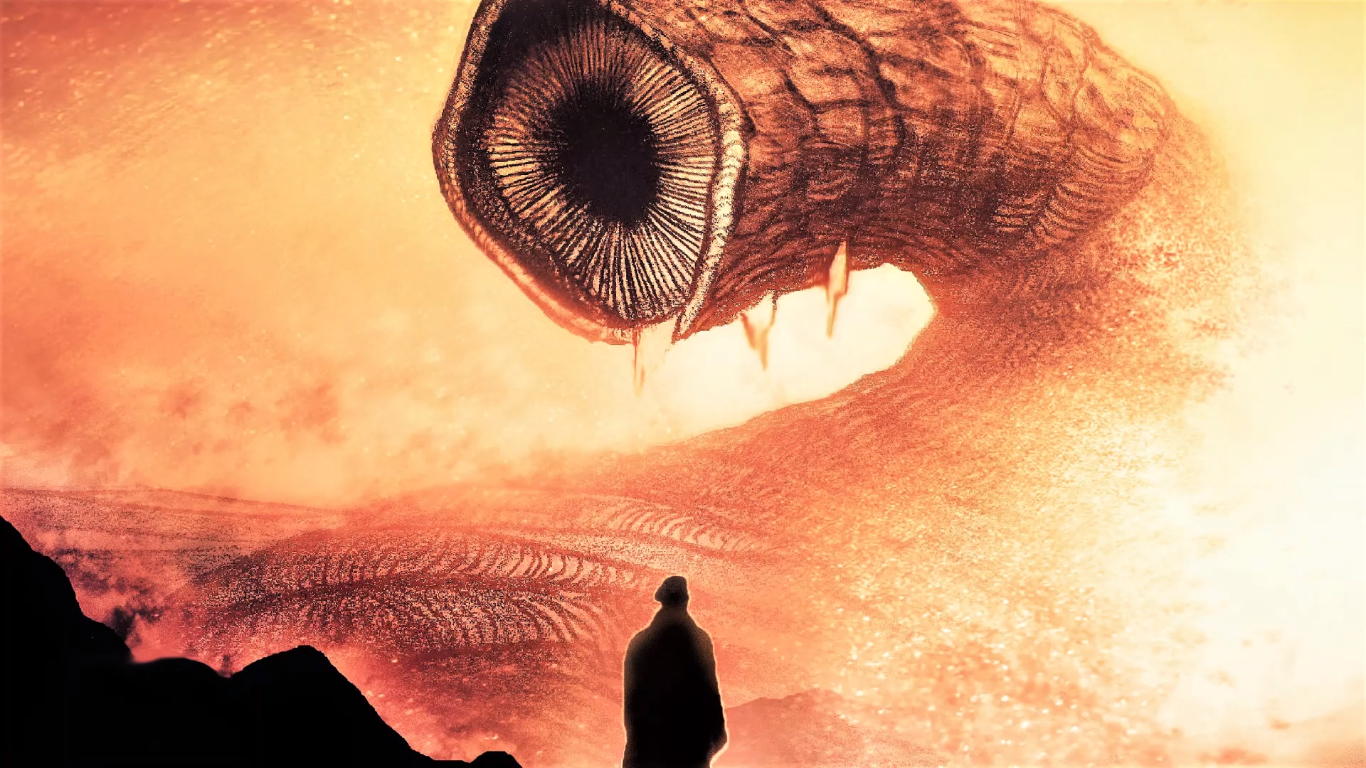
Gusano de arena.

Para la creación de estas enormes bestias habitantes del planeta Arrakis, temidas por su capacidad de devorar todo aquello que encuentran a su paso, se utilizaron plataformas mecánicas gigantes que se colocaron en medio del desierto, debajo de la arena, haciendo vibrar toda la tierra que se encontraba a su alrededor. Para el rodaje, los actores se posicionaron como si estuvieran en las dunas y, cuando un gusano de arena se "deslizaba" por debajo de ellos, la plataforma retumbaba y temblaba y las extremidades de los actores se "hundían" de manera visible en la arena. Posteriormente, se añadían mediante ordenador las escamas, dientes y otras partes del animal. De esta forma y combinando efectos prácticos y digitales, se logró un aspecto mucho más auténtico y realista.
Durante el proceso de producción se utilizaron esencialmente cuatro herramientas para los gusanos: Clarisse iFX, un programa especializado en la creación de escenarios, iluminación y renderizado cuyo uso se centró en la texturización de los gusanos de arena. Autodesk Maya fue el software mediante el cual se animaron sus movimientos y, finalmente, se utilizó Nuke para dar composición a todas las tomas. Además, para los momentos en los que los gusanos de arena se mueven por debajo de la superficie y no son visibles, se empleó Houdini para crear una simulación de movimiento y partículas.
Otro elemento que debe ser destacado es que, a pesar del abundante uso que hace Dune de los efectos especiales, Denis Villeneuve afirmó que apenas se usaron fuentes de luz externa durante el rodaje de la producción de la película. Es más, para las escenas que se desarrollan en el desierto, únicamente se usó luz natural proveniente del sol. Esto comportó una planificación detenida de cada escena y el obligado seguimiento de unos estrictos horarios con tal de poder aprovechar al máximo la luz natural de la que se disponía cada día. No obstante, había días en los que las temperaturas eran tan sumamente elevadas que hacían que fuera imposible para los actores desempeñar sus actuaciones, por lo que el horario de grabaciones quedaba restringido a las primeras horas de la mañana y a las últimas de la tarde.
Durante el proceso de preproducción de la película, destacó el uso extensivo de la herramienta de previsualización ofrecida por Moving Picture Company y The Third Floor. La previsualización permite a los cineastas realizar una versión digital de cualquier escena en una película, incluso aunque no se haya iniciado el rodaje del filme con actores en el set. De este modo, los directores pueden usar las tomas de previsualización como guía durante el proceso de rodaje, reproduciendo con exactitud en la realidad aquello que han realizado previamente en ordenador.

## Estreno
Los reiterados anuncios de casting se fueron sucediendo hasta que finalmente el 15 de febrero de 2019 Warner Bros. informó que la producción de Legendary dirigida por Denis Villeneuve llegaría a los cines el 20 de noviembre de 2020 en formato 3D e IMAX. El 31 de mayo de 2019 se difundió la primera imagen promocional. El 2 de agosto se anunció como nueva fecha de estreno el 18 de diciembre de 2020.
El 13 de abril de 2020, Vanity Fair mostró un anticipo de un extenso reportaje sobre Dune que publicó al día siguiente. A su vez, Warner Bros. reveló el logo oficial de la película, cuyo aspecto ya se había filtrado algunos meses antes.
En el reportaje se incluyó la primera imagen en exclusiva de Timothée Chalamet como Paul Atreides, ubicado en su planeta natal, el oceánico Caladan, con naves de transporte descendiendo al fondo para llevar a los líderes de Atreides a su nuevo destino, el desértico Arrakis.
En el reportaje propiamente dicho se difundieron imágenes del reparto principal: el mencionado Timothée Chalamet y Rebecca Ferguson como Paul Atreides y Lady Jessica, respectivamente; Zendaya como Chani; una instantánea grupal de los principales integrantes de la casa Atreides: Timothée Chalamet como Paul Atreides, Stephen McKinley Henderson como Thufir Hawat, Oscar Isaac como el Duque Leto Atreides, Rebecca Ferguson como Lady Jessica Atreides, Josh Brolin como Gurney Halleck y Jason Momoa como Duncan Idaho; una fotografía del director Denis Villeneuve y Javier Bardem como Stilgar en el set; imágenes individuales de los ya mencionados Brolin, Ferguson, Isaac y Momoa; y finalmente a Sharon Duncan-Brewster como Liet-Kynes.
Dos días después se desveló el aspecto de otro de los protagonistas, el actor Chang Cheng en el papel del Doctor Wellington Yueh.
El 11 de mayo, la revista Empire avanzó una nueva imagen de la película, incluida en su edición estival "Celebration of Cinema". En ella se ve al protagonista Paul Atreides (Timothée Chalamet), agarrado al maestro de armas Gurney Halleck (Josh Brolin), en un ornitóptero aerotransportado que sobrevuela la vasta extensión del planeta Arrakis. Es un momento crucial para el joven guerrero:

"Es el primer contacto de Paul con el desierto profundo, donde está hipnotizado por él", explica Villeneuve a Empire. "Tiene la extraña sensación de estar en casa. Hay mucha acción en este momento específico, y [es] una de las escenas de la película de la que estoy empezando a sentirme muy orgulloso".

En la entrevista, el director compara al protagonista con Michael Corleone de El padrino:

Paul ha sido criado en un entorno muy estricto con mucho entrenamiento, porque es hijo de un duque y un día... está entrenando para ser el duque. Pero por mucho que haya sido preparado y entrenado para ese papel, ¿es realmente lo que sueña ser? Esa es la contradicción de ese personaje. Es como Michael Corleone en El padrino: es alguien que tiene un destino muy trágico y se convertirá en algo que no deseaba llegar a ser.

En la entrevista, Villeneuve alude también al enorme esfuerzo y tiempo dedicados en perfeccionar a las criaturas icónicas de la novela, los enormes Gusanos de arena:

Hablamos de cada pequeño detalle que hiciera posible una bestia así, desde la textura de la piel, la forma en que se abre la boca, hasta el sistema para comer su comida en la arena. Fue un año de trabajo para diseñar y encontrar la forma perfecta que pareciera lo suficientemente prehistórica.

Según un comunicado de prensa emitido por Warner Bros. en junio de 2020, el relanzamiento de Inception programado para el 17 de julio, fecha que inicialmente se había escogido para estrenar Tenet, permitiría visionar próximos estrenos de la compañía:

Este evento cinematográfico de aniversario también brindará al público un vistazo a imágenes inéditas de Tenet, que se estrenará en todo el mundo dos semanas después, el 31 de julio. Los espectadores también disfrutarán de un vistazo exclusivo a próximas películas de Warner Bros.

El 29 de julio se anunció de modo extraoficial que el teaser de Dune se vería durante las proyecciones de Tenet para «antes de septiembre», siendo confirmado posteriormente por el propio actor principal Timothée Chalamet. A finales de agosto se señaló que el tráiler completo para todo el público estaría disponible en línea el 9 de septiembre, mientras que la revista Empire mostraba sus portadas para el número del mes de octubre en las que se incluía, por un lado, la casa Atreides y, por el otro, el clan fremen de Arrakis, además de una tercera con un gusano de arena. Finalmente el miércoles día 9 fue estrenado el tráiler a nivel internacional. La música de fondo que le acompañaba es el clásico tema de Pink Floyd de 1973 Eclipse, con arreglos del responsable de la banda sonora Hans Zimmer, siendo a su vez un homenaje a la que iba a ser la versión de Dune de Alejandro Jodorowsky. El tráiler fue creado a lo largo de dieciocho meses por el productor creativo español Pablo Herrero.
El 5 de octubre la revista Collider anunció que Warner Bros. y Legendary retrasaban el estreno de la película hasta el 1 de octubre de 2021.

### Estreno simultáneo en salas y streaming
El 3 de diciembre de 2020, Warner confirmaba el estreno simultáneo en salas y HBO Max de todas sus películas previstas para 2021, entre ellas Dune. Las películas estarían en HBO Max durante un mes y en cines simultáneamente. Tras ese mes, abandonarían la plataforma de streaming y continuarían con su explotación en salas, siguiendo las ventanas de distribución habituales hasta el momento, incluyendo estreno en Blu-Ray y DVD, y vuelta a las plataformas de streaming. Denis Villeneuve afirmó estar muy decepcionado con la decisión de Warner, planteándose Legendary Entertainment la posibilidad de demandarla por incumplir su acuerdo. La productora, asimismo, financió el 75% del presupuesto, de forma que exigió su derecho a decidir qué hacer con la película al temer que la viabilidad a largo plazo de la franquicia quedara comprometida. Todo ello generó una batalla legal con la finalidad de volver al estreno exclusivo en cines.

### Premiery estreno internacional
En mayo de 2021, Variety informó que Dune estaba en conversaciones para realizar su estreno mundial en el Festival Internacional de Cine de Venecia. A través de un nuevo reporte de la misma revista se especuló que la adaptación tendría un lanzamiento exclusivo en cines, siendo esto desmentido poco después. El 17 de junio se confirmó que Dune sería presentada en la 78.ª edición del Festival de Cine de Venecia fuera de competición. La premier de la película se proyectó el viernes 3 de septiembre en la Sala Grande del Palacio del cine en el Lido de Venecia. Tres días después se estrenó en una proyección especial en Le Grand Rex en París, Francia.
El 25 de junio se notificó que Warner volvía a retrasar varias semanas el estreno oficial de Dune en EE. UU. al 22 de octubre de 2021. A pesar de ello, ese aplazamiento no se reflejaría en la llegada de la película a las salas de cine en los mercados europeos y otros países, que en España sería el 17 de septiembre, o en Francia el 15, más de un mes antes de lo previsto. Seguidamente, Warner Bros. publicó nueve pósteres, a razón de uno por cada protagonista principal de la película, así como el segundo tráiler y el primer póster oficial.

## Recepción

### Crítica
Tras su premier en el Festival de cine de Venecia, Dune recibió una acogida generalmente positiva por parte de los críticos, pero dividió a algunos de ellos. En el sitio web de revisión y reseñas Rotten Tomatoes la película obtuvo un índice de aprobación del 83% sobre la base de 481 reseñas, con una calificación promedio de 7.6/10. El consenso de los críticos del sitio web dice: "Dune lucha ocasionalmente con su complejo material original, pero esos aspectos se ven eclipsados en gran medida por el alcance y la ambición de esta adaptación visualmente emocionante". En Metacritic, la película obtuvo un puntaje promedio ponderado de 74 sobre 100, basado en 67 críticas, lo cual indica "críticas generalmente favorables". Las audiencias encuestadas por CinemaScore le dieron a la película una calificación promedio de "A–" en una escala de A+ a F, mientras que PostTrak informó que los espectadores dieron una puntuación positiva del 84% (con una calificación promedio de 4.5 de 5 estrellas) y el 66% dijo que definitivamente la recomendaría.

#### Norteamericana
Muchos críticos elogiaron la película por su alcance y ambición. Ben Travis de Empire Magazine le dio a la película 5 de 5 estrellas y dijo: "Una adaptación asombrosamente enorme y absorbente de (la mitad de) la novela de Frank Herbert que sorprenderá a los acólitos existentes y hará que los neófitos se enganchen a sus visiones impulsadas por la especia. Si la segunda parte no llegara a ocurrir nunca, sería una burla". Robbie Collin de Daily Telegraph le dio a la película 5 de 5 estrellas y la calificó de "majestuosa, inquietante y envolvente". Xan Brooks de Guardian también le dio a la película 5 de 5 estrellas y la calificó como un "éxito de taquilla de Hollywood". Justin Chang de Los Angeles Times le dio a la película una crítica positiva y declaró: "Villeneuve te lleva a una visión del futuro asombrosamente vívida, a veces plausiblemente inquietante". Leah Greenblatt de Entertainment Weekly, quien calificó la película con una B, escribió que Dune "es exactamente el tipo de cine sublime y exuberante hecho para ser visto en pantalla grande; una experiencia sensorial tan opulenta y abrumadora pide ser vista en formato amplio, o no ser vista en absoluto", y agregó: "La pura maravilla de la ejecución de Villeneuve... a menudo oscurece el hecho de que la trama es principalmente un prólogo: una historia originalmente en expansión sin principio ni final fijos".
Otros críticos comentaron sobre cuestiones relacionadas con el ritmo de la película y el manejo del material original. El crítico Owen Gleiberman de Variety escribió: "Es un acto de construcción del mundo que se queda sin fuerza narrativa... Dune quiere sorprendernos, y a veces tiene éxito, pero también quiere meterse debajo de la piel como un mosquito hipnóticamente tóxico... a medida que la película comienza a quedarse sin trucos, se torna mareante y difusa". Kevin Maher de The Times le dio a la película dos de cinco estrellas, afirmando que si bien "cada fotograma... es espectacular", "Dune también es algo aburrida". Al revisar la película para TheWrap, Steve Pond la calificó "a la vez deslumbrante y frustrante, a menudo espectacular y, a menudo, pausada", y dijo: "A veces sientes que el objetivo de esta versión de Dune fuera más impresionarte que entretenerte; es sombría en grado extraordinario, abandonando la mayor parte de la diversión de las historias de ciencia ficción en favor de una cosmovisión que se parece más a Sicario o Prisoneros de Villeneuve que a su Llegada".
Durante el programa Director’s Cut, el director británico Christopher Nolan coincidió con Villeneuve, aludiendo a que dividir Dune había sido la mejor idea, y deshaciéndose en elogios con el resultado:

Creo que la película va a introducir a toda una generación en Dune; una que nunca ha leído el libro y puede que ahora lo haga. Creo que es un trabajo extraordinario. He tenido el lujo de verla un par de veces y cada vez que la veo descubro cosas nuevas, nuevos detalles. (...) Está hecha totalmente para la gran pantalla, un regalo para los fans de todas partes. Muchas gracias, Denis.

#### Española
Luis Martínez de El Mundo expresó que "Dune rompe el maleficio sobre las adaptaciones del tótem de ciencia-ficción de Frank Herbert y compone un soberbio e hipnótico retrato del Apocalipsis contemporáneo".

Todas las soluciones tanto narrativas como técnicas son las correctas. (...) El enrevesado argumento lanzado 'in media res' con su innumerable procesión de personajes obedece a la lógica de una historia que quiere ser cosmogonía. Y la puesta en escena, soportada por el ya ritual sonido en eco firmado por Hans Zimmer, se maneja con la misma claridad en la acción y en el sueño. No queda otra que rendirse a una maquinaria de entretenimiento madura y perfectamente consciente de sí que coloca eso que llamamos 'blockbuster' en otro nivel. (...) De momento, una ley del cine ha sido refutada. Nunca antes un gusano gigante sobre la arena lució más hermoso. Y 'Dune', por fin, se hizo carne y habitó entre los clásicos.

Para Anna Buj de La Vanguardia el resultado fue notable: "La Mostra aplaudió una aventura que para muchos ya está destinada a convertirse en una nueva saga intergaláctica".
Koch Tommaso de El País, más crítico, opinó que "no hay apenas críticas triunfales. Pero la mayoría sí reconoce que, al menos, el canadiense ha salido vivo del reto".

La película ofrece un trabajo bello, una factura impecable y unos cuantos momentos épicos. A la vez, sin embargo, Dune padece de exceso. De ritmo, de música, de aclaraciones (...), siendo el principal problema el hecho de que sea todo correcto, sin duda, pero casi nada inolvidable. Apenas hay secuencias que queden esculpidas en la retina, aunque sí se imponen, con fuerza, los grandes temas, de la novela y del filme.

Para Manu Yáñez de Fotogramas: "La nueva Dune puede verse apenas como la primera estación de un grandilocuente viaje por un universo cargado de misticismo. Los temas más sabrosos de la novela han empezado a perfilarse, pero falta por ver cómo los desarrollará Villeneuve en las próximas entregas".
Rubén Díaz Caviedes, para la revista cultural Jot Down, apunta:

La cinta supera con brillantez el verdadero reto al que se enfrentaba: trasladar a la pantalla las alegorías históricas de la novela y respetar su cualidad embrollada, que es precisamente lo que convierte a Dune en una fábula metahistórica.

#### Hispanoamericana
Claudia Zavala para Tomatazos ratificó las opiniones previas a la proyección en la premier, en las que era considerada una obra maestra, asegurando que tras el visionado muchas críticas señalaban que esta adaptación superaba todas las expectativas. El portal peruano El Comercio se expresó igualmente en idénticos términos.

### Premios y nominaciones
| Premio                                                            | Día de la ceremonia     | Categoría                                                                         | Destinatarios | Resultado     | Ref.            |
| ----------------------------------------------------------------- | ----------------------- | --------------------------------------------------------------------------------- | --- | ------------- | --------------- |
| American Film Institute Awards                                    | 7 de enero de 2022      | Las diez mejores películas del año                                                | Dune | Ganadora      | [ 138 ]         |
| Hollywood Music in Media Awards                                   | 17 de noviembre de 2021 | Mejor banda sonora original en una película de ciencia ficción/fantasía           | Hans Zimmer | Ganadora      | [ 139 ]         |
| National Board of Review                                          | 3 de diciembre de 2021  | Las diez mejores películas de 2021                                                | Dune | Ganadora      | [ 140 ]         |
| Washington D. C. Area Film Critics Association Awards             | 6 de diciembre de 2021  | Mejor director                                                                    | Denis Villeneuve | Nominada      | [ 141 ] [ 142 ] |
| Washington D. C. Area Film Critics Association Awards             | 6 de diciembre de 2021  | Mejor guion adaptado                                                              | Jon Spaihts, Denis Villeneuve y Eric Roth | Nominada      | [ 141 ] [ 142 ] |
| Washington D. C. Area Film Critics Association Awards             | 6 de diciembre de 2021  | Mejor fotografía                                                                  | Greig Fraser | Ganadora      | [ 141 ] [ 142 ] |
| Washington D. C. Area Film Critics Association Awards             | 6 de diciembre de 2021  | Mejor diseño de producción                                                        | Patrice Vermette, Richard Roberts y Zsuzsanna Sipos | Ganadora      | [ 141 ] [ 142 ] |
| Washington D. C. Area Film Critics Association Awards             | 6 de diciembre de 2021  | Mejor edición                                                                     | Joe Walker | Nominada      | [ 141 ] [ 142 ] |
| Washington D. C. Area Film Critics Association Awards             | 6 de diciembre de 2021  | Mejor partitura                                                                   | Hans Zimmer | Ganadora      | [ 141 ] [ 142 ] |
| Atlanta Film Critics Circle Awards                                | 6 de diciembre de 2021  | Mejor película                                                                    | Dune | Décimo lugar  | [ 143 ]         |
| Atlanta Film Critics Circle Awards                                | 6 de diciembre de 2021  | Mejor partitura                                                                   | Hans Zimmer | Ganadora      | [ 143 ]         |
| Premios People's Choice                                           | 7 de diciembre de 2021  | La película de 2021                                                               | Dune | Nominada      | [ 144 ]         |
| Premios People's Choice                                           | 7 de diciembre de 2021  | La película dramática de 2021                                                     | Dune | Nominada      | [ 144 ]         |
| Premios People's Choice                                           | 7 de diciembre de 2021  | La estrella de cine dramático de 2021                                             | Timothée Chalamet | Nominada      | [ 144 ]         |
| Premios People's Choice                                           | 7 de diciembre de 2021  | La estrella de cine dramático de 2021                                             | Jason Momoa | Nominada      | [ 144 ]         |
| Boston Online Film Critics Association Awards                     | 11 de diciembre de 2021 | Mejor película                                                                    | Dune | Nominada      | [ 145 ]         |
| Boston Online Film Critics Association Awards                     | 11 de diciembre de 2021 | Mejor partitura                                                                   | Hans Zimmer | Ganadora      | [ 145 ]         |
| Boston Online Film Critics Association Awards                     | 11 de diciembre de 2021 | Mejor edición                                                                     | Joe Walker | Ganadora      | [ 145 ]         |
| Philadelphia Film Critics Awards                                  | 12 de diciembre de 2021 | Mejor fotografía                                                                  | Greig Fraser | Segundo lugar | [ 146 ]         |
| Críticos de Cine de Nueva York en Línea                           | 12 de diciembre de 2021 | Las 10 mejores películas de 2021                                                  | Dune | Ganadora      | [ 147 ]         |
| Phoenix Film Critics Society                                      | 13 de diciembre de 2021 | Diez mejores películas                                                            | Dune | Ganadora      | [ 148 ]         |
| Phoenix Film Critics Society                                      | 13 de diciembre de 2021 | Mejor partitura original                                                          | Hans Zimmer | Ganadora      | [ 148 ]         |
| Phoenix Film Critics Society                                      | 13 de diciembre de 2021 | Mejor fotografía                                                                  | Greig Fraser | Ganadora      | [ 148 ]         |
| Phoenix Film Critics Society                                      | 13 de diciembre de 2021 | Mejor montaje cinematográfico                                                     | Joe Walker | Ganadora      | [ 148 ]         |
| Phoenix Film Critics Society                                      | 13 de diciembre de 2021 | Mejor diseño de vestuario                                                         | Dune | Ganadora      | [ 148 ]         |
| Phoenix Film Critics Society                                      | 13 de diciembre de 2021 | Mejores efectos visuales                                                          | Dune | Ganadora      | [ 148 ]         |
| Las Vegas Film Critics Society Awards                             | 13 de diciembre de 2021 | Mejor terror/ciencia ficción                                                      | Dune | Ganadora      | [ 149 ]         |
| Las Vegas Film Critics Society Awards                             | 13 de diciembre de 2021 | Mejor director                                                                    | Denis Villeneuve | Nominada      | [ 149 ]         |
| Las Vegas Film Critics Society Awards                             | 13 de diciembre de 2021 | Mejor guion adaptado                                                              | Denis Villeneuve, Eric Roth y Jon Spaihts | Nominada      | [ 149 ]         |
| Las Vegas Film Critics Society Awards                             | 13 de diciembre de 2021 | Mejor fotografía                                                                  | Greig Fraser | Nominada      | [ 149 ]         |
| Las Vegas Film Critics Society Awards                             | 13 de diciembre de 2021 | Mejor edición de película                                                         | Joe Walker | Nominada      | [ 149 ]         |
| Las Vegas Film Critics Society Awards                             | 13 de diciembre de 2021 | Mejor partitura                                                                   | Hans Zimmer | Nominada      | [ 149 ]         |
| Las Vegas Film Critics Society Awards                             | 13 de diciembre de 2021 | Mejor diseño de vestuario                                                         | Jacqueline West | Nominada      | [ 149 ]         |
| Las Vegas Film Critics Society Awards                             | 13 de diciembre de 2021 | Mejor dirección de arte                                                           | Dune | Nominada      | [ 149 ]         |
| Las Vegas Film Critics Society Awards                             | 13 de diciembre de 2021 | Mejores efectos visuales                                                          | Dune | Ganadora      | [ 149 ]         |
| Asociación de Críticos de Cine de Chicago                         | 15 de diciembre de 2021 | Mejor partitura original                                                          | Hans Zimmer | Nominada      | [ 150 ] [ 151 ] |
| Asociación de Críticos de Cine de Chicago                         | 15 de diciembre de 2021 | Mejor diseño de vestuario                                                         | Robert Morgan y Jacqueline West | Nominada      | [ 150 ] [ 151 ] |
| Asociación de Críticos de Cine de Chicago                         | 15 de diciembre de 2021 | Mejor edición                                                                     | Joe Walker | Nominada      | [ 150 ] [ 151 ] |
| Asociación de Críticos de Cine de Chicago                         | 15 de diciembre de 2021 | Mejor fotografía                                                                  | Greig Fraser | Nominada      | [ 150 ] [ 151 ] |
| Asociación de Críticos de Cine de Chicago                         | 15 de diciembre de 2021 | Mejor dirección de arte/diseño de producción                                      | Dune | Nominada      | [ 150 ] [ 151 ] |
| Asociación de Críticos de Cine de Chicago                         | 15 de diciembre de 2021 | Mejor uso de efectos visuales                                                     | Dune | Ganadora      | [ 150 ] [ 151 ] |
| Asociación de Críticos de Cine de Los Ángeles                     | 18 de diciembre de 2021 | Mejor fotografía                                                                  | Greig Fraser | Segundo lugar | [ 152 ]         |
| Asociación de Críticos de Cine de San Luis                        | 19 de diciembre de 2021 | Mejor director                                                                    | Denis Villeneuve | Nominada      | [ 153 ]         |
| Asociación de Críticos de Cine de San Luis                        | 19 de diciembre de 2021 | Mejor fotografía                                                                  | Greig Fraser | Nominada      | [ 153 ]         |
| Asociación de Críticos de Cine de San Luis                        | 19 de diciembre de 2021 | Mejor edición                                                                     | Joe Walker | Nominada      | [ 153 ]         |
| Asociación de Críticos de Cine de San Luis                        | 19 de diciembre de 2021 | Mejor diseño de producción                                                        | Patrice Vermette | Nominada      | [ 153 ]         |
| Asociación de Críticos de Cine de San Luis                        | 19 de diciembre de 2021 | Mejor partitura                                                                   | Hans Zimmer | Ganadora      | [ 153 ]         |
| Asociación de Críticos de Cine de San Luis                        | 19 de diciembre de 2021 | Mejor diseño de vestuario                                                         | Robert Morgan y Jacqueline West | Nominada      | [ 153 ]         |
| Asociación de Críticos de Cine de San Luis                        | 19 de diciembre de 2021 | Mejor guion adaptado                                                              | Dune | Nominada      | [ 153 ]         |
| Asociación de Críticos de Cine de San Luis                        | 19 de diciembre de 2021 | Mejores efectos visuales                                                          | Dune | Ganadora      | [ 153 ]         |
| Asociación de Críticos de Cine de Dallas-Fort Worth               | 20 de diciembre de 2021 | Mejor película                                                                    | Dune | Segundo lugar | [ 154 ]         |
| Asociación de Críticos de Cine de Dallas-Fort Worth               | 20 de diciembre de 2021 | Mejor director                                                                    | Denis Villeneuve | Segundo lugar | [ 154 ]         |
| Asociación de Críticos de Cine de Dallas-Fort Worth               | 20 de diciembre de 2021 | Mejor fotografía                                                                  | Greig Fraser | Ganadora      | [ 154 ]         |
| Asociación de Críticos de Cine de Dallas-Fort Worth               | 20 de diciembre de 2021 | Mejor partitura musical                                                           | Hans Zimmer | Ganadora      | [ 154 ]         |
| Florida Film Critics Circle Awards                                | 22 de diciembre de 2021 | Mejor fotografía                                                                  | Greig Fraser | Nominada      | [ 155 ]         |
| Florida Film Critics Circle Awards                                | 22 de diciembre de 2021 | Mejor partitura                                                                   | Hans Zimmer | Ganadora      | [ 155 ]         |
| Florida Film Critics Circle Awards                                | 22 de diciembre de 2021 | Mejor dirección de arte/diseño de producción                                      | Dune | Ganadora      | [ 155 ]         |
| Florida Film Critics Circle Awards                                | 22 de diciembre de 2021 | Mejores efectos visuales                                                          | Dune | Ganadora      | [ 155 ]         |
| Premios Globo de Oro                                              | 9 de enero de 2022      | Mejor película dramática                                                          | Dune | Nominada      | [ 156 ]         |
| Premios Globo de Oro                                              | 9 de enero de 2022      | Mejor director                                                                    | Denis Villeneuve | Nominada      | [ 156 ]         |
| Premios Globo de Oro                                              | 9 de enero de 2022      | Mejor banda sonora                                                                | Hans Zimmer | Ganadora      | [ 156 ]         |
| Círculo de Críticos de Cine del Área de la Bahía de San Francisco | 10 de enero de 2022     | Mejor director                                                                    | Denis Villeneuve | Nominada      | [ 157 ]         |
| Círculo de Críticos de Cine del Área de la Bahía de San Francisco | 10 de enero de 2022     | Mejor guion adaptado                                                              | Jon Spaihts, Denis Villeneuve, Eric Roth | Nominada      | [ 157 ]         |
| Círculo de Críticos de Cine del Área de la Bahía de San Francisco | 10 de enero de 2022     | Mejor fotografía                                                                  | Greig Fraser | Nominada      | [ 157 ]         |
| Círculo de Críticos de Cine del Área de la Bahía de San Francisco | 10 de enero de 2022     | Mejor montaje cinematográfico                                                     | Joe Walker | Nominada      | [ 157 ]         |
| Círculo de Críticos de Cine del Área de la Bahía de San Francisco | 10 de enero de 2022     | Mejor banda sonora original                                                       | Hans Zimmer | Nominada      | [ 157 ]         |
| Círculo de Críticos de Cine del Área de la Bahía de San Francisco | 10 de enero de 2022     | Mejor diseño de producción                                                        | Patrice Vermette | Nominada      | [ 157 ]         |
| San Diego Film Critics Society                                    | 10 de enero de 2022     | Mejor película                                                                    | Dune | Nominada      | [ 158 ]         |
| San Diego Film Critics Society                                    | 10 de enero de 2022     | Mejor director                                                                    | Denis Villeneuve | Nominada      | [ 158 ]         |
| San Diego Film Critics Society                                    | 10 de enero de 2022     | Mejor fotografía                                                                  | Greig Fraser | Ganadora      | [ 158 ]         |
| San Diego Film Critics Society                                    | 10 de enero de 2022     | Mejor edición                                                                     | Joe Walker | Nominada      | [ 158 ]         |
| San Diego Film Critics Society                                    | 10 de enero de 2022     | Mejor vestuario                                                                   | Jacqueline West, Bob Morgan | Nominada      | [ 158 ]         |
| San Diego Film Critics Society                                    | 10 de enero de 2022     | Mejor diseño de producción                                                        | Patrice Vermette, Richard Roberts, Zsuzsanna Sipos | Nominada      | [ 158 ]         |
| San Diego Film Critics Society                                    | 10 de enero de 2022     | Mejor diseño de sonido                                                            | Theo Green, Dave Whitehead | Ganadora      | [ 158 ]         |
| San Diego Film Critics Society                                    | 10 de enero de 2022     | Mejor elenco                                                                      | Dune | Nominada      | [ 158 ]         |
| San Diego Film Critics Society                                    | 10 de enero de 2022     | Mejores efectos visuales                                                          | Dune | Ganadora      | [ 158 ]         |
| Asociación de Críticos de Cine de Austin                          | 11 de enero de 2022     | Mejor película                                                                    | Dune | Nominada      | [ 159 ]         |
| Asociación de Críticos de Cine de Austin                          | 11 de enero de 2022     | Mejor director                                                                    | Denis Villeneuve | Nominada      | [ 159 ]         |
| Asociación de Críticos de Cine de Austin                          | 11 de enero de 2022     | Mejor guion adaptado                                                              | Jon Spaihts, Denis Villeneuve, Eric Roth | Nominada      | [ 159 ]         |
| Asociación de Críticos de Cine de Austin                          | 11 de enero de 2022     | Mejor banda sonora original                                                       | Hans Zimmer | Nominada      | [ 159 ]         |
| Asociación de Críticos de Cine de Austin                          | 11 de enero de 2022     | Mejor fotografía                                                                  | Greig Fraser | Nominada      | [ 159 ]         |
| Asociación de Críticos de Cine de Austin                          | 11 de enero de 2022     | Mejor montaje cinematográfico                                                     | Joe Walker | Ganadora      | [ 159 ]         |
| Asociación de Críticos de Cine de Austin                          | 11 de enero de 2022     | Mejores especialistas                                                             | Dune | Nominada      | [ 159 ]         |
| Asociación de Críticos de Cine de Austin                          | 11 de enero de 2022     | Mejor reparto                                                                     | Dune | Nominada      | [ 159 ]         |
| Toronto Film Critics Association                                  | 16 de enero de 2022     | Mejor director                                                                    | Denis Villeneuve | Segundo lugar | [ 160 ]         |
| Seattle Film Critics Society                                      | 17 de enero de 2022     | Mejor película                                                                    | Dune | Nominada      | [ 161 ]         |
| Seattle Film Critics Society                                      | 17 de enero de 2022     | Mejor director                                                                    | Denis Villeneuve | Nominada      | [ 161 ]         |
| Seattle Film Critics Society                                      | 17 de enero de 2022     | Mejor banda sonora original                                                       | Hans Zimmer | Ganadora      | [ 161 ]         |
| Seattle Film Critics Society                                      | 17 de enero de 2022     | Mejor fotografía                                                                  | Greig Fraser | Nominada      | [ 161 ]         |
| Seattle Film Critics Society                                      | 17 de enero de 2022     | Mejor montaje cinematográfico                                                     | Joe Walker | Ganadora      | [ 161 ]         |
| Seattle Film Critics Society                                      | 17 de enero de 2022     | Mejor diseño de producción                                                        | Patrice Vermette, Richard Roberts, Zsuzsanna Sipos | Nominada      | [ 161 ]         |
| Seattle Film Critics Society                                      | 17 de enero de 2022     | Mejor diseño de vestuario                                                         | Jacqueline West, Bob Morgan | Nominada      | [ 161 ]         |
| Seattle Film Critics Society                                      | 17 de enero de 2022     | Mejores efectos visuales                                                          | Paul Lambert, Tristan Myles, Brian Connor, Gerd Nefzer | Ganadora      | [ 161 ]         |
| Seattle Film Critics Society                                      | 17 de enero de 2022     | Mejor elenco                                                                      | Dune | Nominada      | [ 161 ]         |
| Seattle Film Critics Society                                      | 17 de enero de 2022     | Villano del año                                                                   | Barón Vladimir Harkonnen – interpretado por Stellan Skarsgård | Nominada      | [ 161 ]         |
| Houston Film Critics Society Awards                               | 19 de enero de 2022     | Mejor película                                                                    | Dune | Nominada      | [ 162 ]         |
| Houston Film Critics Society Awards                               | 19 de enero de 2022     | Mejor director                                                                    | Denis Villeneuve | Nominada      | [ 162 ]         |
| Houston Film Critics Society Awards                               | 19 de enero de 2022     | Mejor banda sonora original                                                       | Hans Zimmer | Ganadora      | [ 162 ]         |
| Houston Film Critics Society Awards                               | 19 de enero de 2022     | Mejor fotografía                                                                  | Greig Fraser | Ganadora      | [ 162 ]         |
| Houston Film Critics Society Awards                               | 19 de enero de 2022     | Mejores efectos visuales                                                          | Dune | Ganadora      | [ 162 ]         |
| Sociedad de Críticos de Cine en Línea                             | 24 de enero de 2022     | Mejor película                                                                    | Dune | Nominada      | [ 163 ]         |
| Sociedad de Críticos de Cine en Línea                             | 24 de enero de 2022     | Mejor director                                                                    | Denis Villeneuve | Nominada      | [ 163 ]         |
| Sociedad de Críticos de Cine en Línea                             | 24 de enero de 2022     | Mejor guion adaptado                                                              | Jon Spaihts, Denis Villeneuve y Eric Roth | Nominada      | [ 163 ]         |
| Sociedad de Críticos de Cine en Línea                             | 24 de enero de 2022     | Mejor fotografía                                                                  | Greig Fraser | Nominada      | [ 163 ]         |
| Sociedad de Críticos de Cine en Línea                             | 24 de enero de 2022     | Mejor edición                                                                     | Joe Walker | Nominada      | [ 163 ]         |
| Sociedad de Críticos de Cine en Línea                             | 24 de enero de 2022     | Mejor partitura original                                                          | Hans Zimmer | Nominada      | [ 163 ]         |
| Sociedad de Críticos de Cine en Línea                             | 24 de enero de 2022     | Mejor diseño de producción                                                        | Dune | Nominada      | [ 163 ]         |
| Sociedad de Críticos de Cine en Línea                             | 24 de enero de 2022     | Mejor diseño de vestuario                                                         | Dune | Ganadora      | [ 163 ]         |
| Sociedad de Críticos de Cine en Línea                             | 24 de enero de 2022     | Mejores efectos visuales                                                          | Dune | Ganadora      | [ 163 ]         |
| Alianza de Mujeres Periodistas de Cine                            | 25 de nero de 2022      | Mejor guion adaptado                                                              | Jon Spaihts, Denis Villeneuve, Eric Roth | Nominada      | [ 164 ]         |
| Alianza de Mujeres Periodistas de Cine                            | 25 de nero de 2022      | Mejor fotografía                                                                  | Greig Fraser | Nominada      | [ 164 ]         |
| Alianza de Mujeres Periodistas de Cine                            | 25 de nero de 2022      | Mejor edición                                                                     | Joe Walker | Nominada      | [ 164 ]         |
| Premios AACTA                                                     | 26 de enero de 2022     | Mejor película                                                                    | Dune | Nominada      | [ 165 ]         |
| Premios AACTA                                                     | 26 de enero de 2022     | Mejor dirección                                                                   | Denis Villeneuve | Ganadora      | [ 165 ]         |
| London Film Critics Circle Awards                                 | 6 de febrero de 2022    | Película del año                                                                  | Dune | Nominada      | [ 166 ]         |
| London Film Critics Circle Awards                                 | 6 de febrero de 2022    | Director del año                                                                  | Denis Villeneuve | Nominada      | [ 166 ]         |
| London Film Critics Circle Awards                                 | 6 de febrero de 2022    | Premio al logro técnico                                                           | Brian Connor, Paul Lambert, Tristan Myles y Gerd Nefzer (efectos visuales)                                                                                                | Ganadora      | [ 166 ]         |
| Make-Up Artists and Hair Stylists Guild Awards                    | 19 de febrero de 2022   | Mejor maquillaje de época y/o personaje en un largometraje                        | Donald Mowat, Jo-Ann MacNeil, Rocky Faulkner, Jennifer Stanfield | Nominada      | [ 167 ]         |
| Make-Up Artists and Hair Stylists Guild Awards                    | 19 de febrero de 2022   | Mejores efectos especiales de maquillaje en una película de largometraje          | Donald Mowat, Love Larson, Eva von Bahr, Rocky Faulkner | Nominada      | [ 167 ]         |
| Set Decorators Society of America Awards                          | 22 de febrero de 2022   | Mejor logro en decoración/diseño de un largometraje de ciencia ficción o fantasía | Zsuzsanna Sipos, Patrice Vermette | Ganadora      | [ 168 ]         |
| USC Scripter Awards                                               | 26 de febrero de 2022   | Mejor guion adaptado - Película                                                   | Eric Roth, Jon Spaihts y Denis Villeneuve | Nominada      | [ 169 ]         |
| Premios del Sindicato de Actores                                  | 27 de febrero de 2022   | Premio del Sindicato de Actores al mejor reparto de especialistas                 | Dune | Nominada      | [ 170 ]         |
| Hollywood Critics Association                                     | 28 de febrero de 2022   | Mejor película                                                                    | Dune | Nominada      | [ 171 ]         |
| Hollywood Critics Association                                     | 28 de febrero de 2022   | Mejor director                                                                    | Denis Villeneuve | Ganadora      | [ 171 ]         |
| Hollywood Critics Association                                     | 28 de febrero de 2022   | Mejor partitura                                                                   | Hans Zimmer | Ganadora      | [ 171 ]         |
| Hollywood Critics Association                                     | 28 de febrero de 2022   | Mejor fotografía                                                                  | Greig Fraser | Ganadora      | [ 171 ]         |
| Hollywood Critics Association                                     | 28 de febrero de 2022   | Mejor diseño de producción                                                        | Patrice Vermette | Nominada      | [ 171 ]         |
| Hollywood Critics Association                                     | 28 de febrero de 2022   | Mejor edición de película                                                         | Joe Walker | Nominada      | [ 171 ]         |
| Hollywood Critics Association                                     | 28 de febrero de 2022   | Mejores especialistas                                                             | Dune | Nominada      | [ 171 ]         |
| Hollywood Critics Association                                     | 28 de febrero de 2022   | Mejor diseño de vestuario                                                         | Bob Morgan y Jacqueline West | Nominada      | [ 171 ]         |
| Hollywood Critics Association                                     | 28 de febrero de 2022   | Mejor peinado y maquillaje                                                        | Donald Mowat, Eva Von Bahr y Love Larson | Nominada      | [ 171 ]         |
| Hollywood Critics Association                                     | 28 de febrero de 2022   | Mejores efectos visuales                                                          | Brian Connor, Gerd Nefzer, Paul Lambert y Tristan Myles | Ganadora      | [ 171 ]         |
| Art Directors Guild Awards                                        | 5 de marzo de 2022      | Excelencia en diseño de producción para una película de fantasía                  | Patrice Vermette | Ganadora      | [ 172 ]         |
| Editores de Cine de Estados Unidos                                | 5 de marzo de 2022      | Mejor largometraje editado - Dramático                                            | Joe Walker | Nominada      | [ 173 ]         |
| Festival Internacional de Cine de Santa Bárbara                   | 5 de marzo de 2022      | Premio Artesanos de Variedades                                                    | Greig Fraser por fotografía | Ganadora      | [ 174 ]         |
| Festival Internacional de Cine de Santa Bárbara                   | 5 de marzo de 2022      | Premio Artesanos de Variedades                                                    | Jacqueline West y Bob Morgan por diseño de vestuario | Ganadora      | [ 174 ]         |
| Visual Effects Society Awards                                     | 8 de marzo de 2022      | Efectos visuales sobresalientes en una función fotorrealista                      | Paul Lambert, Brice Parker, Tristan Myles, Brian Connor, Gerd Nefzer | Ganadora      | [ 175 ]         |
| Visual Effects Society Awards                                     | 8 de marzo de 2022      | Entorno creado sobresaliente en una función fotorrealista                         | Rhys Salcombe, Seungjin Woo, Jeremie Touzery, Marc Austin (por la ciudad de Arrakeen)                                                                                     | Nominada      | [ 175 ]         |
| Visual Effects Society Awards                                     | 8 de marzo de 2022      | Modelo destacado en un proyecto fotorrealista o animado                           | Marc Austin, Anna Yamazoe, Michael Chang, Rachael Dunk (por el ornitóptero real)                                                                                          | Ganadora      | [ 175 ]         |
| Visual Effects Society Awards                                     | 8 de marzo de 2022      | Simulaciones de efectos sobresalientes en una función fotorrealista               | Gero Grimm, Ivan Larinin, Hideki Okano, Zuny An (por las dunas de Arrakis)                                                                                                | Ganadora      | [ 175 ]         |
| Visual Effects Society Awards                                     | 8 de marzo de 2022      | Composición e iluminación excepcionales en un largometraje                        | Gregory Haas, Francesco Dell'Anna, Abhishek Chaturvedi, Cleve Zhu (por el ataque a Arrakeen)                                                                              | Ganadora      | [ 175 ]         |
| Visual Effects Society Awards                                     | 8 de marzo de 2022      | Composición e iluminación excepcionales en un largometraje                        | Patrick Heinen, Jacob Maymudes, Tj Burke, James Jooyoung Lee (por el holograma y el dispositivo cazador buscador)                                                         | Nominada      | [ 175 ]         |
| Society of Composers & Lyricists Awards                           | 8 de marzo de 2022      | Mejor banda sonora original para una película de estudio                          | Hans Zimmer | Nominada      | [ 176 ]         |
| Costume Designers Guild Awards                                    | 9 de marzo de 2022      | Excelencia en cine de ciencia ficción/fantasía                                    | Jacqueline West, Robert Morgan | Ganadora      | [ 177 ]         |
| Premios del Sindicato de Directores                               | 12 de marzo de 2022     | Mejor dirección - Largometraje                                                    | Denis Villeneuve | Nominada      | [ 178 ]         |
| Golden Reel Awards                                                | 13 de marzo de 2022     | Logro destacado en edición de sonido: diálogo y ADR para largometraje             | David Bach | Nominada      | [ 179 ] [ 180 ] |
| Golden Reel Awards                                                | 13 de marzo de 2022     | Logro destacado en edición de sonido: efectos de sonido y Foley para largometraje | Theo Green, Mark Mangini, Dave Whitehead, Phil Barrie, Lee Gilmore, Greg Ten Bosch, Robert Kellough, Piero Mura, Christopher Bonis, Andy Malcolm, Goro Koyama, Sandra Fox | Ganadora      | [ 179 ] [ 180 ] |
| Golden Reel Awards                                                | 13 de marzo de 2022     | Logro destacado en edición de sonido: largometraje musical                        | Clint Bennett, Ryan Rubin, Peter Myles | Nominada      | [ 179 ] [ 180 ] |
| Premios de la Crítica Cinematográfica                             | 13 de marzo de 2022     | Mejor película                                                                    | Dune | Nominada      | [ 181 ]         |
| Premios de la Crítica Cinematográfica                             | 13 de marzo de 2022     | Mejor director                                                                    | Denis Villeneuve | Nominada      | [ 181 ]         |
| Premios de la Crítica Cinematográfica                             | 13 de marzo de 2022     | Mejor guion                                                                       | Jon Spaihts, Denis Villeneuve y Eric Roth | Nominada      | [ 181 ]         |
| Premios de la Crítica Cinematográfica                             | 13 de marzo de 2022     | Mejor fotografía                                                                  | Greig Fraser | Nominada      | [ 181 ]         |
| Premios de la Crítica Cinematográfica                             | 13 de marzo de 2022     | Mejor diseño de producción                                                        | Patrice Vermette y Zsuzsanna Sipos | Ganadora      | [ 181 ]         |
| Premios de la Crítica Cinematográfica                             | 13 de marzo de 2022     | Mejor montaje                                                                     | Joe Walker | Nominada      | [ 181 ]         |
| Premios de la Crítica Cinematográfica                             | 13 de marzo de 2022     | Mejor diseño de vestuario                                                         | Jacqueline West y Robert Morgan | Nominada      | [ 181 ]         |
| Premios de la Crítica Cinematográfica                             | 13 de marzo de 2022     | Mejor maquillaje                                                                  | Dune | Nominada      | [ 181 ]         |
| Premios de la Crítica Cinematográfica                             | 13 de marzo de 2022     | Mejores efectos visuales                                                          | Dune | Ganadora      | [ 181 ]         |
| Premios de la Crítica Cinematográfica                             | 13 de marzo de 2022     | Mejor compositor de banda sonora                                                  | Hans Zimmer | Ganadora      | [ 181 ]         |
| Premios BAFTA                                                     | 13 de marzo de 2022     | Mejor película                                                                    | Mary Parent, Cale Boyter, Denis Villeneuve | Nominada      | [ 182 ]         |
| Premios BAFTA                                                     | 13 de marzo de 2022     | Mejor guion adaptado                                                              | Jon Spaihts, Denis Villeneuve y Eric Roth | Nominada      | [ 182 ]         |
| Premios BAFTA                                                     | 13 de marzo de 2022     | Mejor reparto                                                                     | Francine Maisler | Nominada      | [ 182 ]         |
| Premios BAFTA                                                     | 13 de marzo de 2022     | Mejor fotografía                                                                  | Greig Fraser | Ganadora      | [ 182 ]         |
| Premios BAFTA                                                     | 13 de marzo de 2022     | Mejor diseño de vestuario                                                         | Robert Morgan y Jacqueline West | Nominada      | [ 182 ]         |
| Premios BAFTA                                                     | 13 de marzo de 2022     | Mejor montaje                                                                     | Joe Walker | Nominada      | [ 182 ]         |
| Premios BAFTA                                                     | 13 de marzo de 2022     | Mejor maquillaje y peluquería                                                     | Love Larson y Donald Mowat | Nominada      | [ 182 ]         |
| Premios BAFTA                                                     | 13 de marzo de 2022     | Mejor música original                                                             | Hans Zimmer | Ganadora      | [ 182 ]         |
| Premios BAFTA                                                     | 13 de marzo de 2022     | Mejor diseño de producción                                                        | Patrice Vermette y Zsuzsanna Sipos | Ganadora      | [ 182 ]         |
| Premios BAFTA                                                     | 13 de marzo de 2022     | Mejor sonido                                                                      | Mac Ruth, Mark Mangini, Doug Hemphill, Theo Green y Ron Bartlett | Ganadora      | [ 182 ]         |
| Premios BAFTA                                                     | 13 de marzo de 2022     | Mejores efectos visuales                                                          | Brian Connor, Paul Lambert, Tristan Myles y Gerd Nefzer | Ganadora      | [ 182 ]         |
| Actors and Actresses Union Awards                                 | 14 de marzo de 2022     | Mejor interpretación masculina en una producción internacional                    | Javier Bardem | Nominada      | [ 183 ]         |
| Gold Derby Film Awards                                            | 16 de marzo de 2022     | Mejor película                                                                    | Dune | Nominada      | [ 184 ]         |
| Gold Derby Film Awards                                            | 16 de marzo de 2022     | Mejor director                                                                    | Denis Villeneuve | Nominada      | [ 184 ]         |
| Gold Derby Film Awards                                            | 16 de marzo de 2022     | Mejor guion adaptado                                                              | Denis Villeneuve, Eric Roth y Jon Spaihts | Nominada      | [ 184 ]         |
| Gold Derby Film Awards                                            | 16 de marzo de 2022     | Mejor fotografía                                                                  | Greig Fraser | Ganadora      | [ 184 ]         |
| Gold Derby Film Awards                                            | 16 de marzo de 2022     | Mejor montaje cinematográfico                                                     | Joe Walker | Ganadora      | [ 184 ]         |
| Gold Derby Film Awards                                            | 16 de marzo de 2022     | Mejor diseño de vestuario                                                         | Jacqueline West, Robert Morgan | Nominada      | [ 184 ]         |
| Gold Derby Film Awards                                            | 16 de marzo de 2022     | Mejor maquillaje y cabello                                                        | Donald Mowat, Love Larson, Eva von Bahr | Nominada      | [ 184 ]         |
| Gold Derby Film Awards                                            | 16 de marzo de 2022     | Mejor banda sonora original                                                       | Hans Zimmer | Ganadora      | [ 184 ]         |
| Gold Derby Film Awards                                            | 16 de marzo de 2022     | Mejor diseño de producción                                                        | Patrice Vermette, Zsuzsanna Sipos | Ganadora      | [ 184 ]         |
| Gold Derby Film Awards                                            | 16 de marzo de 2022     | Mejor sonido                                                                      | Mac Ruth, Mark Mangini, Theo Green, Doug Hemphill, Ron Bartlett | Ganadora      | [ 184 ]         |
| Gold Derby Film Awards                                            | 16 de marzo de 2022     | Mejores efectos visuales                                                          | Paul Lambert, Tristan Myles, Brian Connor, Gerd Nefzer | Ganadora      | [ 184 ]         |
| Critics' Choice Super Awards                                      | 17 de marzo de 2022     | Mejor película de ciencia ficción/fantasía                                        | Dune | Ganadora      | [ 185 ] [ 186 ] |
| Critics' Choice Super Awards                                      | 17 de marzo de 2022     | Mejor actor en una película de ciencia ficción/fantasía                           | Timothée Chalamet | Nominada      | [ 185 ] [ 186 ] |
| Critics' Choice Super Awards                                      | 17 de marzo de 2022     | Mejor actriz en una película de ciencia ficción/fantasía                          | Rebecca Ferguson | Ganadora      | [ 185 ] [ 186 ] |
| Dorian Awards                                                     | 17 de marzo de 2022     | Mejor director                                                                    | Denis Villeneuve | Nominada      | [ 187 ]         |
| Dorian Awards                                                     | 17 de marzo de 2022     | Película más impactante visualmente                                               | Dune | Ganadora      | [ 187 ]         |
| Dorian Awards                                                     | 17 de marzo de 2022     | Mejor música de cine                                                              | Hans Zimmer | Nominada      | [ 187 ]         |
| Cinema Audio Society Awards                                       | 19 de marzo de 2022     | Logro destacado en la mezcla de sonido para una película: acción en vivo          | Mac Ruth, Ron Bartlett, Douglas Hemphill, Alan Meyerson, Tommy O'Connell, Don White                                                                                       | Ganadora      | [ 188 ]         |
| Producers Guild of America Awards                                 | 19 de marzo de 2022     | Premio Darryl F. Zanuck al productor destacado de películas teatrales             | Mary Parent, Cale Boyter y Denis Villeneuve | Nominada      | [ 189 ]         |
| American Society of Cinematographers Awards                       | 20 de marzo de 2022     | Logro destacado en cinematografía en estrenos teatrales                           | Greig Fraser | Ganadora      | [ 190 ]         |
| Premios WGA                                                       | 20 de marzo de 2022     | Mejor Guion Adaptado                                                              | Jon Spaihts, Denis Villeneuve & Eric Roth | Nominada      | [ 191 ]         |
| Premios Óscar                                                     | 27 de marzo de 2022     | Mejor película                                                                    | Mary Parent, Denis Villeneuve y Cale Boyter | Nominada      | [ 17 ] [ 192 ]  |
| Premios Óscar                                                     | 27 de marzo de 2022     | Mejor guion adaptado                                                              | Eric Roth, Jon Spaihts y Denis Villeneuve | Nominada      | [ 17 ] [ 192 ]  |
| Premios Óscar                                                     | 27 de marzo de 2022     | Mejor banda sonora original                                                       | Hans Zimmer | Ganadora      | [ 17 ] [ 192 ]  |
| Premios Óscar                                                     | 27 de marzo de 2022     | Mejor diseño de vestuario                                                         | Jacqueline West | Nominada      | [ 17 ] [ 192 ]  |
| Premios Óscar                                                     | 27 de marzo de 2022     | Mejor sonido                                                                      | Mac Ruth, Mark Mangini, Theo Green, Doug Hemphill y Ron Bartlett | Ganadora      | [ 17 ] [ 192 ]  |
| Premios Óscar                                                     | 27 de marzo de 2022     | Mejor montaje                                                                     | Joe Walker | Ganadora      | [ 17 ] [ 192 ]  |
| Premios Óscar                                                     | 27 de marzo de 2022     | Mejor maquillaje y peluquería                                                     | Donald Mowat, Love Larson y Eva von Bahr | Nominada      | [ 17 ] [ 192 ]  |
| Premios Óscar                                                     | 27 de marzo de 2022     | Mejor fotografía                                                                  | Greig Fraser | Ganadora      | [ 17 ] [ 192 ]  |
| Premios Óscar                                                     | 27 de marzo de 2022     | Mejor diseño de producción                                                        | Zsuzsanna Sipos y Patrice Vermette | Ganadora      | [ 17 ] [ 192 ]  |
| Premios Óscar                                                     | 27 de marzo de 2022     | Mejores efectos visuales                                                          | Paul Lambert, Tristan Myles, Brian Connor y Gerd Nefzer | Ganadora      | [ 17 ] [ 192 ]  |
| Premios Satellite                                                 | 2 de abril de 2022      | Mejor película/drama                                                              | Dune | Nominada      | [ 193 ]         |
| Premios Satellite                                                 | 2 de abril de 2022      | Mejor director                                                                    | Denis Villeneuve | Nominada      | [ 193 ]         |
| Premios Satellite                                                 | 2 de abril de 2022      | Mejor guion adaptado                                                              | Denis Villeneuve, Eric Roth y Jon Spaihts | Nominada      | [ 193 ]         |
| Premios Satellite                                                 | 2 de abril de 2022      | Mejor fotografía                                                                  | Greig Fraser | Ganadora      | [ 193 ]         |
| Premios Satellite                                                 | 2 de abril de 2022      | Mejor montaje cinematográfico                                                     | Joe Walker | Ganadora      | [ 193 ]         |
| Premios Satellite                                                 | 2 de abril de 2022      | Mejor dirección de arte y diseño de producción                                    | Patrice Vermette, Richard Roberts y Zsuzsanna Sipos | Nominada      | [ 193 ]         |
| Premios Satellite                                                 | 2 de abril de 2022      | Mejor diseño de vestuario                                                         | Jacqueline West | Nominada      | [ 193 ]         |
| Premios Satellite                                                 | 2 de abril de 2022      | Mejor partitura original                                                          | Hans Zimmer | Ganadora      | [ 193 ]         |
| Premios Satellite                                                 | 2 de abril de 2022      | Mejor sonido (edición y mezcla)                                                   | Mac Ruth, Mark A. Mangini, Theo Green, Doug Hemphill y Ron Bartlett | Nominada      | [ 193 ]         |
| Premios Satellite                                                 | 2 de abril de 2022      | Mejores efectos visuales                                                          | Paul Lambert, Tristan Myles, Brian Connor y Gerd Nefzer | Ganadora      | [ 193 ]         |
| Premios Grammy                                                    | 3 de abril de 2022      | Mejor álbum de banda sonora para medio visual                                     | Hans Zimmer | Nominada      | [ 194 ]         |
| Nickelodeon Kids' Choice Awards                                   | 9 de abril de 2022      | Actriz de cine favorita                                                           | Zendaya | Ganadora      | [ 195 ]         |
| MTV Movie & TV Awards                                             | 5 de junio de 2022      | Mejor película                                                                    | Dune | Nominada      | [ 196 ]         |
| MTV Movie & TV Awards                                             | 5 de junio de 2022      | Mejor actuación en una película                                                   | Timothée Chalamet | Nominada      | [ 196 ]         |
| MTV Millennial Awards                                             | 10 de julio de 2022     | Película ganadora                                                                 | Dune | Nominada      | [ 197 ]         |
| Gran Premio del Cine Brasileño                                    | 10 de agosto de 2022    | Mejor película internacional                                                      | Dune | Nominada      | [ 198 ]         |
| Premios Hugo                                                      | 4 de septiembre de 2022 | Hugo a la mejor representación dramática                                          | Jon Spaihts, Denis Villeneuve, Eric Roth y Frank Herbert | Ganadora      | [ 199 ]         |
| Dragon Awards                                                     | 5 de septiembre de 2022 | Mejor película de ciencia ficción o fantasía                                      | Dune | Ganadora      | [ 200 ]         |
| Premios Saturn                                                    | 25 de octubre de 2022   | Saturn a la mejor película de ciencia ficción                                     | Dune | Nominada      | [ 201 ]         |
| Premios Saturn                                                    | 25 de octubre de 2022   | Saturn al mejor actor                                                             | Timothée Chalamet | Nominada      | [ 201 ]         |
| Premios Saturn                                                    | 25 de octubre de 2022   | Saturn al mejor diseño de producción                                              | Patrice Vermette | Nominada      | [ 201 ]         |
| Premios Saturn                                                    | 25 de octubre de 2022   | Saturn al mejor diseño de vestuario                                               | Bob Morgan y Jacqueline West | Nominada      | [ 201 ]         |
| Premios Saturn                                                    | 25 de octubre de 2022   | Saturn al mejor maquillaje                                                        | Donald Mowat, Love Larson y Eva Von Bahr | Ganadora      | [ 201 ]         |

## Futuro

### Dune: parte dos
El 12 de abril de 2021, el guionista Eric Roth declaró que había escrito un tratamiento completo para la posible secuela, y en agosto del mismo año, Villeneuve avanzaba que Zendaya, que da vida a Chani, se pondría al frente del reparto en la segunda parte, aun no habiendo sido confirmada oficialmente.
Consciente el director de que la existencia de la secuela dependería de la recaudación de la primera, afirmó que «se sentía optimista», señalando a su vez que los títulos oficiales eran Dune: parte uno y Dune: parte dos.
Finalmente, y tras diversos rumores y especulación, el 26 de octubre de 2021 Legendary Pictures y Warner Bros. confirmaron Dune: parte dos, estableciéndose su fecha de estreno para el 20 de octubre de 2023. Un portavoz de Legendary dijo en el anuncio:

No hubiéramos llegado a este punto sin la extraordinaria visión de Denis y el increíble trabajo de su talentoso equipo, los guionistas, nuestro elenco estelar, nuestros socios de Warner Bros. y, por supuesto, los fans! Brindemos por más Dune.

Un punto clave de negociación antes de dar luz verde a Dune: parte dos aseguraba que esta tendría una ventana exclusiva donde solo se mostraría en salas de cine, con Legendary y Warner Bros. acordando darle una ventana de 45 días antes de que estuviera disponible a través de otros canales. Villeneuve dijo que esta exclusividad era una "condición no negociable" y que "la experiencia en la sala de cine está, para mí, en el corazón mismo del lenguaje cinematográfico".
Con Dune: parte dos confirmada, Villeneuve dijo que su principal preocupación era completar el rodaje lo antes posible, estimando que lo más temprano que podría comenzar a filmar sería en el otoño de 2022. Sin embargo, aclaró que la producción de la segunda película se beneficiaba de todo el trabajo ya realizado en la primera, lo cual ayudaba a acelerar dicha producción. Durante un evento dedicado a Dune en Los Ángeles, el periodista John Encinias de The Film Stage reveló que, según le había contado en primicia la productora Mary Parent, Villeneuve iba a empezar el rodaje de Dune: parte dos el 18 de julio de 2022.
Hans Zimmer volverá a componer la banda sonora de la película, y próximo al momento en que se dio luz verde a la segunda parte, ya había completado una hora y media de música nueva para ayudar a inspirar a Villeneuve a prepararla.
En una entrevista concedida a la revista Empire, el director afirmó que la segunda parte se encargaría de explicar cómo funcionan los viajes espaciales y todo lo que hay detrás de esta faceta, incluidos los enigmáticos Navegantes de la Cofradía Espacial:

Intenté mantener todos los viajes espaciales de la forma más misteriosa posible, como si se tratara de cierto misticismo o hubiera una relación sagrada con esa parte de la película. (...) Todo lo relacionado con el espacio es simplemente algo evocado y muy misterioso.

También dará más protagonismo a los Harkonnen e introducirá a un nuevo personaje, Feyd-Rautha, sobrino del Barón Harkonnen (Stellan Skarsgård), potencial heredero al trono, y hermano menor de Rabban Harkonnen (Dave Bautista).

Algunos personajes nuevos se introducirán en la segunda parte, y una decisión muy clara que se tomó al principio fue que esta primera parte sería más sobre Paul Atreides y las Bene Gesserit y su experiencia de estar en contacto, por primera vez, con una cultura diferente. La segunda parte tendrá muchas más cosas de los Harkonnen. (...) Había demasiados personajes que introducir en la primera parte, y sería más elegante dejar a Feyd para la segunda parte. Será, definitivamente, un personaje muy muy importante en la segunda parte.

En marzo de 2022, la actriz Florence Pugh inició negociaciones para unirse al elenco de la película como la princesa Irulan. Esto fue junto con las convocatorias de casting para los papeles del emperador Shaddam IV y Feyd-Rautha. Según el sitio Deadline, el actor Austin Butler estuvo en negociaciones para interpretar a Feyd-Rautha, uno de los villanos de la historia y principal antagonista de Paul Atreides. Ambas incorporaciones fueron confirmadas el 21 de abril de 2022.
En una entrevista con Collider, Villeneuve actualizó el estado de la producción de Dune: parte dos:

El guion está terminado casi por completo, pero siempre es un trabajo en progreso. Seguirá siendo un trabajo en progreso hasta el montaje final, pero diré que está consolidado. Tengo un guion en mis manos. Ahora mismo estamos en fase de preparación.

Y que los planes incluían el uso de IMAX para la secuela:

Definitivamente. [El director de fotografía] Greig Fraser y yo nos enamoramos de este formato, y sin duda habrá -incluso probablemente más- metraje en IMAX en esta película. Sin duda.

El 12 de mayo de 2022 se anunció que el actor Christopher Walken sería quien interpretaría al Emperador Shaddam IV y jefe de la Casa Imperial Corrino. A su vez se confirmaba la que parecía ser la fecha oficial de estreno para el 20 de octubre de 2023. El 21 de junio, Léa Seydoux inició negociaciones para unirse al elenco como Lady Margot. El 1 de julio de 2022, sin embargo, se informó que dicha fecha de estreno se retrasaba unas semanas, para el 17 de noviembre de 2023.
La filmación previa al rodaje ubicada en Italia, incluida en el mausoleo de Brion, comenzó a principios de julio de 2022, y la filmación principal en Budapest fue programada para el 21 de julio de 2022.
La siguiente incorporación fue la actriz Souheila Yacoub para dar vida a Shishakli, un fremen del Sietch Tabr en el que se encuentra Paul Atreides. En el libro, Shishakli presta sus ganchos a Paul para la gran prueba del Shai Hulud. En Dune: parte dos este personaje fue planteado como una mujer, al igual que en la primera entrega con el personaje de Liet-Kynes, que fue interpretado por la actriz Sharon Duncan.
A través de una publicación en Twitter y con la alusión "Larga vida a los combatientes", el 18 de julio de 2022 Legendary confirmó el inicio de la producción de Dune: parte dos así como la última incorporación citada de la actriz Souheila Yacoub.
El estreno de la película fue finalmente programado para el 1 de marzo de 2024.

### Trilogía
En una entrevista, Villeneuve no descartó que Dune llegara a ser una trilogía, basándose en la novela de Herbert El mesías de Dune para Dune: parte 3.

Siempre imaginé tres películas. No es que quiera hacer una franquicia, pero esto es Dune, y es una historia enorme. Para honrarla, creo que se necesitarían al menos tres películas. Ese sería el sueño. Seguir a Paul Atreides y todo su arco estaría bien. (...) Herbert escribió seis novelas, y cuanto más escribía, más psicodélico se volvía. (...) No sé cómo se podrían adaptar algunas de ellas. Cada cosa a su tiempo. Pero con tener la oportunidad de hacer Dune: parte dos y El mesías de Dune, me sentiría satisfecho.

Jon Spaihts reiteró en marzo de 2022 que Villeneuve planeaba una tercera película, así como posibles derivados de series de televisión. En julio de 2023, aún sin estrenarse la parte dos, Deadline confirmó la proyectada trilogía del director candadiense, y que Dune: parte 3 adaptaría la historia de El mesías de Dune.

## En otros medios

### Dune: Prophecy
El 10 de junio de 2019 se dio a conocer que, junto a la película, Legendary Television produciría una serie de televisión para el servicio de streaming de WarnerMedia, HBO Max, cuyo título sería Dune: The Sisterhood. La serie se centraría en la hermandad Bene Gesserit y serviría como precuela de la película. La serie es la adaptación del libro La Hermandad de Dune (2012), de Brian Herbert y Kevin J. Anderson.
Inicialmente, Villeneuve iba a dirigir el episodio piloto con Spaihts como guionista, siendo ambos productores ejecutivos junto a Brian Herbert, y Dana Calvo como showrunner. Sin embargo, el 6 de noviembre de 2019 se informó que Spaihts abandonaba el proyecto por desacuerdos con la productora Legendary Television. El 23 de julio de 2021, se notificó que la serie precuela había encontrado una nueva showrunner, Diane Ademu-John, y el 28 de abril de 2022, se dio a conocer que HBO Max había contratado a Johan Renck, director de Chernobyl, para dirigir la precuela. Tanto Villeneuve como Spaihts focalizaron sus agendas en la producción de Dune: parte dos.
En octubre de 2022, Variety reveló la identidad de los primeros nombres incorporados al reparto. Las actrices británicas Emily Watson y Shirley Henderson encabezaron el futuro elenco como las hermanas Valya Harkonnen y Tula Harkonnen, respectivamente; dos destacadas integrantes de la Hermandad matriarcal que acabará convirtiéndose en la orden de las Bene Gesserit.
Posteriormente, se unieron la actriz Indira Varma como la Emperatriz Natalya, y otras cinco actrices más: Sarah-Sofie Boussnina como la Princesa Ynez, heredera al Trono del León Dorado; Shalom Brune-Franklin como Mikaela, una sirvienta de la familia real que añora la libertad de su planeta natal, que nunca conoció; Faoileann Cunningham como la hermana Jen, una de las mujeres pertenecientes a la Hermandad; Aoife Hinds como la hermana Emeline, otra de las integrantes de la Hermandad que tiene una enorme ambición; y Chloe Lea como Lila, la hermana más joven de la organización, con una enorme empatía y sentido de generosidad.
El 8 de noviembre, Variety anunció que Travis Fimmel se unía al elenco protagonizando a Desmond Hart, que en la novela es un soldado con la misión de infiltrarse en el Imperio para ganarse la confianza del Emperador Padishah.
El 23 de noviembre de 2022, el director de la serie, Johan Renck, compartió en Instagram una imagen de la cubierta de la novela de Dune, junto a una cita del libro de Frank Herbert, en la que daba inicio oficial al rodaje de la serie:

En este día, comenzamos a filmar Dune: The Sisterhood para HBO Max. A través de maquinaciones que tuvieron lugar milenios antes de la historia que todos conocéis, descendemos al aquelarre que un día se llamará Bene Gesserit. Decid conmigo: 'No debo temer. El miedo es el asesino de la mente. El miedo es la pequeña muerte que conduce a la aniquilación total'.

Coincidiendo con el inicio del rodaje se confirmó la salida de su creadora y showrunner Diane Ademu-John, aunque siguió ejerciendo como productora ejecutiva, con lo que Alison Schapker, con la que compartía funciones, quedaba en solitario al mando de la serie. Simultáneamente se confirmó el fichaje del actor Mark Strong.
El 1 de marzo de 2023 se comunicó que el director Johan Renck y la actriz Shirley Henderson, que tenía uno de los papeles protagonistas, habían abandonado el proyecto.
A principios de noviembre de 2023, la serie cambió de denominación a Dune: Prophecy, consiguiendo que se actualizara su llegada a la plataforma de streaming HBO Max, la cual estuvo prevista para otoño de 2024.

### Videojuegos
El 27 de febrero de 2019, se informó que la empresa de videojuegos Funcom había alcanzado un acuerdo en exclusiva con Legendary Studios para desarrollar juegos basados en las obras literarias de Frank Herbert.

### Novela gráfica y cómic precuela
El 19 de abril de 2020 se confirmaba que Brian Herbert y Kevin J. Anderson estaban escribiendo la adaptación a novela gráfica de Dune. Ilustrada por Raúl Allén y Patricia Martín y editada por Abrams Books, dividirían la obra en tres partes, la primera de ellas programada inicialmente para octubre, y posteriormente retrasada para el 24 de noviembre de 2020.
Además, en diciembre de 2020, y de forma simultánea al estreno de la película, Boom! Studios comunicó que lanzaría una serie de doce cómics precuela centrados en la Casa Atreides, adaptación de la novela homónima de 1999 escrita a su vez por Brian Herbert y Kevin J. Anderson, la cual se sitúa treinta y cinco años antes de Dune y relata los intentos por derrocar al emperador de Arrakis Elrood.